# Língua cebuana
A língua cebuana ou vissaiana (em cebuano: Sinugboanon ou Binisaya) é um idioma da família austronésia e uma das línguas regionais das Filipinas, a língua franca de Mindanau e das ilhas Vissaias.
Com aproximadamente 24,3 milhões de falantes, o cebuano é a segunda língua mais falada das Filipinas e a maior do subgrupo vissaiano, sendo o idioma indígena do povo vissaiano, nativos das ilhas de Cebu, Bojol, Siquijor, Negros, Leyte e Mindanau; a maior comunidade de diáspora cebuana se localiza nos Estados Unidos. Entre o período da independência e da década de 1970, o cebuano foi a língua com o maior número de falantes nativos no país, superando o tagalo filipino. Apesar disso, o baixo prestígio histórico da língua, tanto na esfera doméstica quanto internacional, classifica o idioma como em estado potencialmente vulnerável de acordo com as métricas da UNESCO.
Estima-se que os ancestrais linguísticos do cebuano já eram falados na ilha de Cebu no quarto milênio a.C. e que o sistema de escrita Bayabayin Badlit, de influência indiana, já era utilizado para registrar o cebuano desde, ao menos, o século XVI. Contudo, nenhum texto original da literatura indígena resistiu à conquista espanhola das Filipinas e a documentação mais antiga sobrevivente da língua é uma lista de vocabulário produzida por Antonio Pigafetta em 1521, durante a expedição de Fernão de Magalhães às ilhas Molucas. Com a decadência das elites vissaianas pela colonização do arquipélago, as variantes literárias do cebuano registradas nos textos espanhóis de gramática e catequese foram fossilizadas; atualmente, suas estruturas e vocabulário são irreconhecíveis aos falantes nativos senão em contextos culturais tradicionais específicos.
Na tipologia linguística, o cebuano é caracterizado por seu inventário fonológico simples, sua estrutura silábica simples, morfologia flexiva e aglutinante, sua estrutura sintática verbo-sujeito-objeto com o alinhamento simétrico e pelo fenômeno da inclusividade nos pronomes pessoais.

## Etimologia

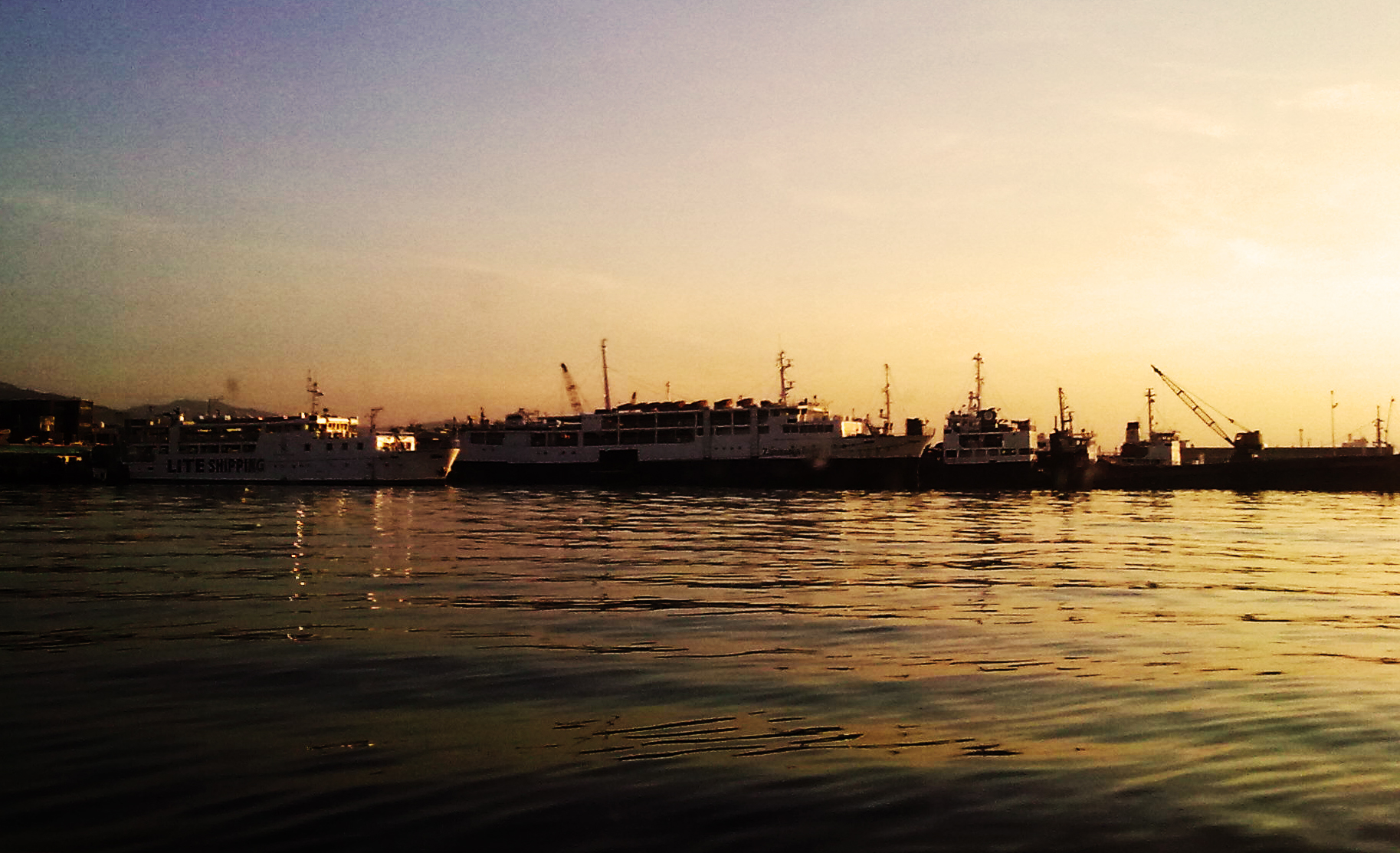
Vista do crepúsculo no porto moderno da Cidade de Cebu, 2010.

O termo cebuano é um exônimo e, entre todos os nomes possíveis do idioma, é o mais internacionalmente conhecido para referenciar a língua cebuana; sua etimologia deriva do castelhano com a sufixação Cebu + -ano, transformando o nome da ilha em adjetivo. A versão em língua tagalo deriva dessa construção latina, diz-se sebwano. Por sua vez, o nome de Cebu tem sua origem no termo do cebuano antigo para «comércio», sibo, que é uma metonímia da expressão sinibu-ayng bingpit, significando «lugar para comércio pleno» em referência ao porto da cidade.
Há dois endônimos para a língua cebuana e ambos são utilizados amplamente dependendo do contexto. O nome Sinugboanon é formado pela afixação Sugbo + -in- + -anon; Sugbo é o nome cebuano da Cidade de Cebu, que significa «queimado» em cebuano antigo, remontando a lenda de fundação da cidade; o infixo -in- transforma o nome da cidade em adjetivo, sinugbo é o equivalente a «à moda de Sugbo»; por fim, o sufixo -anon indica uma outra adjetivação, sinugboanon traduz-se para «[língua] com as características à moda de Sugbo». O nome Binisaya é composto de maneira parecida, Bisaya + -in-; Bisaya é o nome cebuano para o arquipélago das Vissaias; similarmente, o infixo -in- adjetiva o substantivo próprio, significando «[língua] à moda de Bisaya». Pelo fato de os termos referenciarem diferentes localidades, os habitantes da ilha de Cebu, sobretudo os da Cidade de Cebu, são mais propensos a utilizarem o nome Sinugboanon enquanto os falantes nativos do cebuano em outras ilhas geralmente preferem Binisaya.

## Distribuição

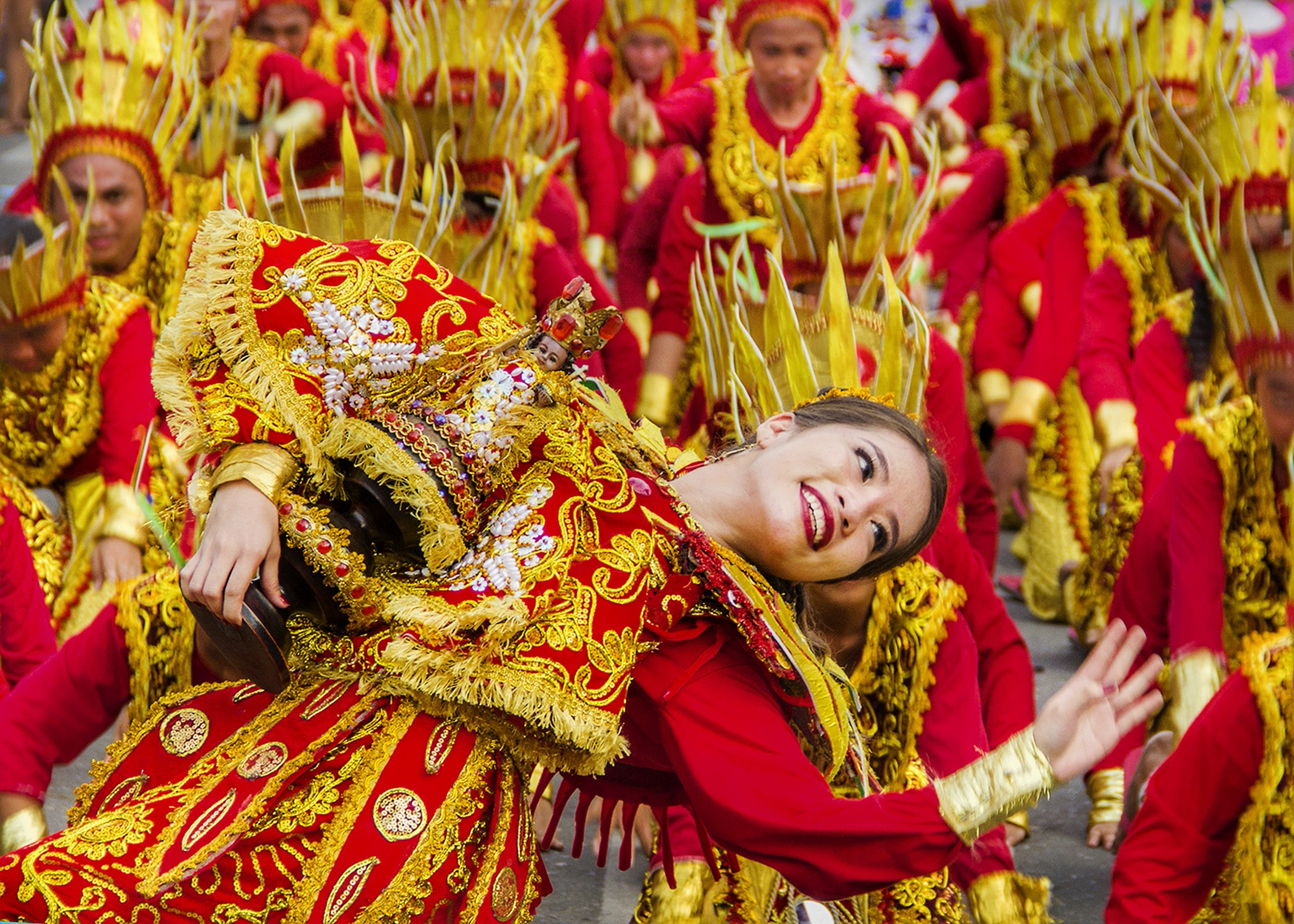
Dança de rua no festival Sinulog, carnaval filipino em homenagem ao Santo Niño de Cebu, 2020.

O cebuano é uma língua de distribuição geograficamente limitada, sendo principalmente um idioma étnico associado ao povo vissaiano e à macrorregião do arquipélago Malaio. São aproximadamente 24,3 milhões de falantes distribuidos nas regiões filipinas de Bicol, Vissaias Ocidentais, Vissaias Centrais, Vissaias Orientais, Península de Zamboanga, Mindanau Setentrional, Davau, Soccsksargen, Caraga e Bangsamoro. Em 2020, o governo filipino estimou que 95,5% da população dessas regiões é alfabetizada no alfabeto abakada.
As principais comunidades de falantes de cebuano fora das Filipinas estão localizadas no Havaí, Canadá, Austrália e Nova Zelândia, somando aproximadamente cem mil falantes.

### Dialetos

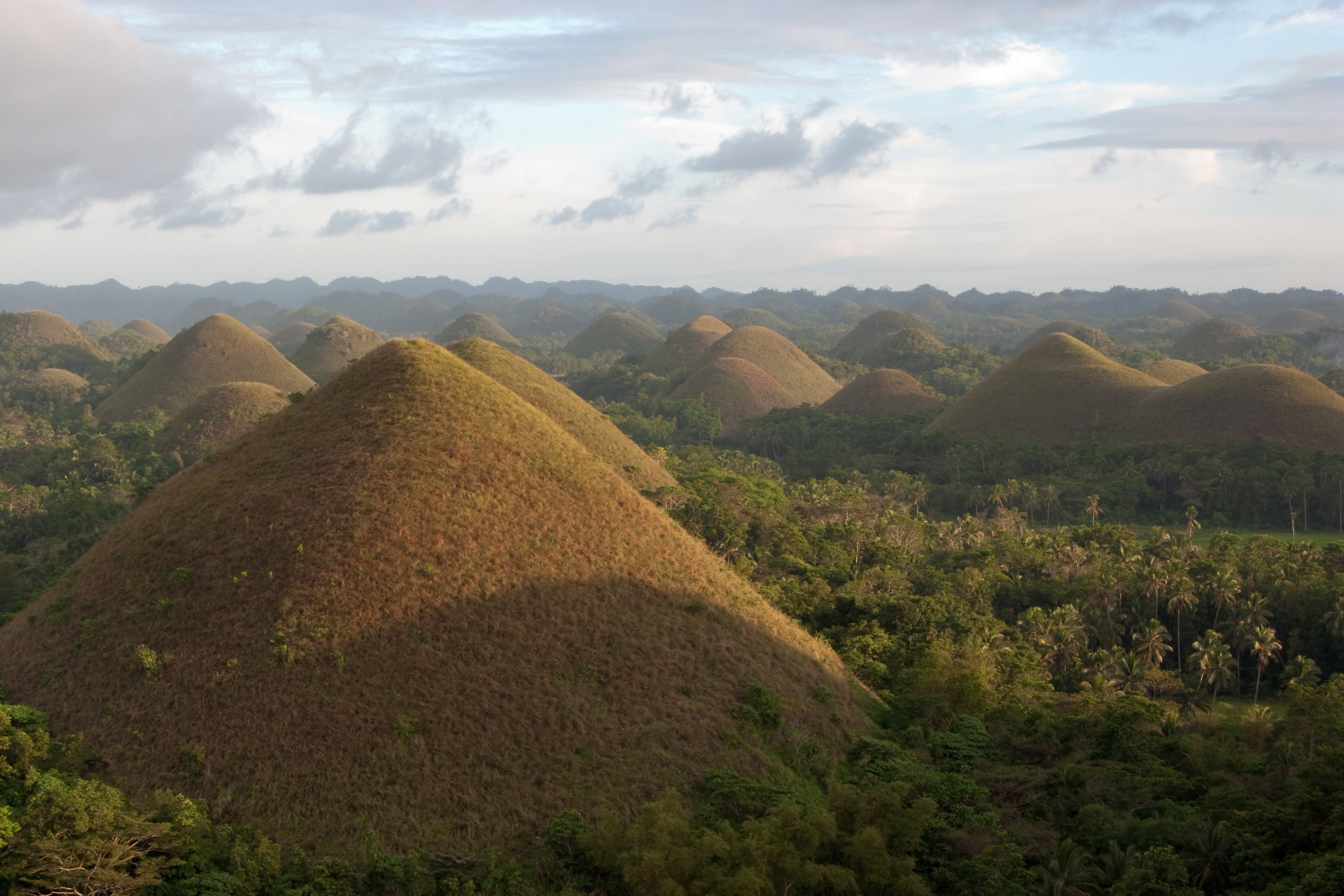
Vista das colinas do Chocolate em Bojol, 2009.

Os falantes de cebuano, distribuídos no arquipélago filipino, se dividem em dialetos de acordo com as separações geográficas. O dialeto da Cidade de Cebu é considerado a variante padrão da língua, sendo a mais prestigiada e a única disseminada fora de sua ilha natal. Tanangkingsing (2009) classifica a seguinte divisão: as ilhas de Leyte, Bojol e Negros têm seus próprios dialetos; o dialeto de Zamboanga é separado da variante falada no restante da ilha de Mindanau.
| Grupo vissaiano                  | Cebuano                          | da Cidade de Cebu                | si Juan ug ako       |
| Grupo vissaiano                  | Cebuano                          | Bojolano                         | si Juan ug ako       |
| Grupo vissaiano                  | Cebuano                          | de Zamboanga                     | kami ni Juan         |
| Grupo vissaiano                  | Cebuano                          | de Mindanau                      | kami kan Juan        |
| Grupo vissaiano                  | Língua hiligaynon                | Língua hiligaynon                | kami ni Juan         |
| Grupo vissaiano                  | Língua waray-waray               | Língua waray-waray               | si kami ng̃an si Juan |
| Equivalente em língua portuguesa | Equivalente em língua portuguesa | Equivalente em língua portuguesa | Juan e eu            |

### Línguas relacionadas

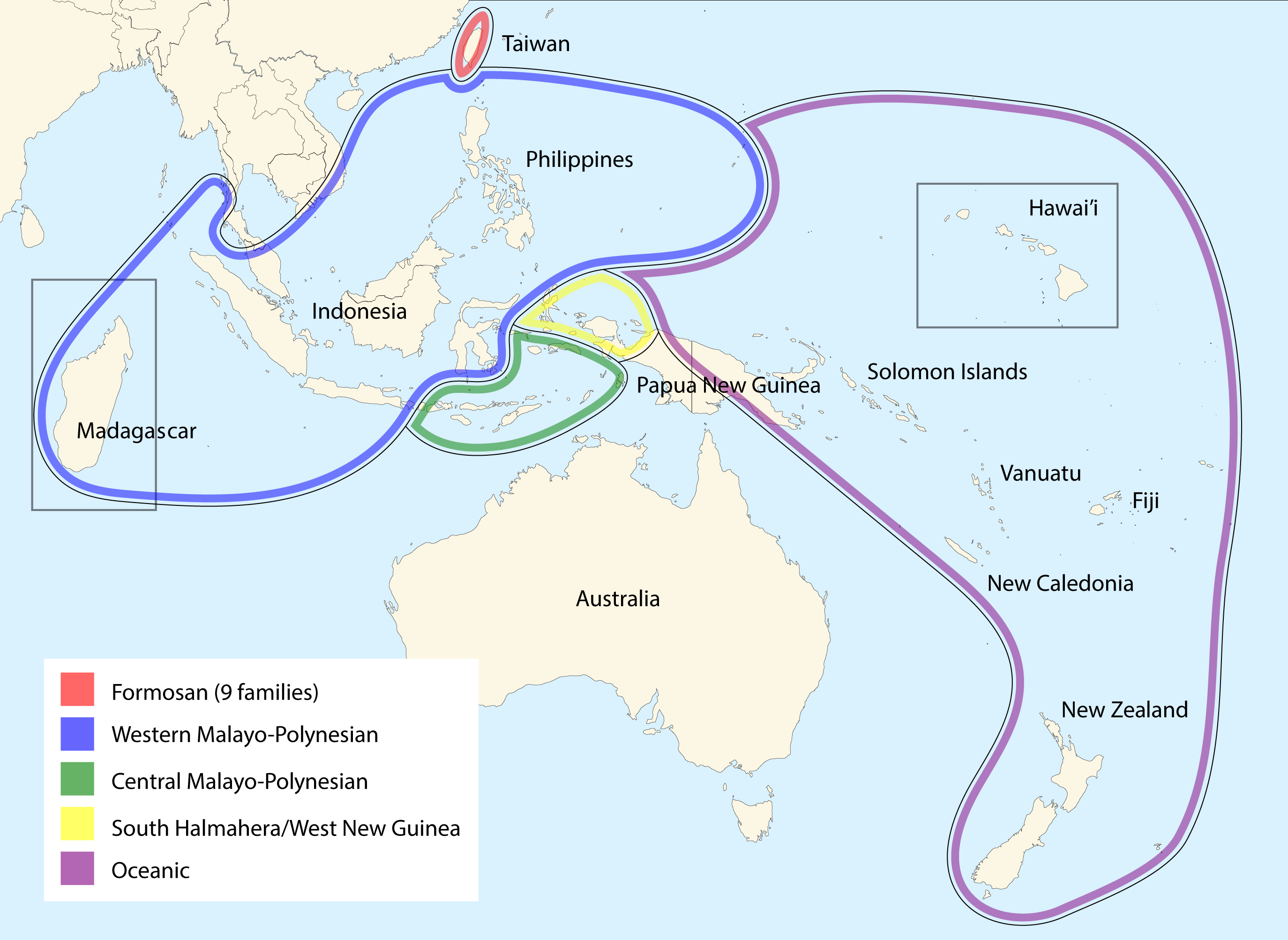
Mapa da família austronésia. O cebuano integra o mesmo subgrupo do malaio, do maori e do malgaxe.

Como uma língua austronésia do subgrupo das malaio-polinésias, o cebuano tem uma forte relação com a maioria dos grandes idiomas falados nas ilhas do oceano Índico e do Pacífico; especificamente línguas indígenas da Malásia, da Indonésia, de Madagascar, das Filipinas, de Taiwan e da Oceania insular em geral.
| Cebuano | Tagalo  | Malásio | Indonésio | Javanês | Paiwan    | Malgaxe | Significado      |
| ------- | ------- | ------- | --------- | ------- | --------- | ------- | ---------------- |
| babuy   | baboy   | babi    | babi      | babi    | vavuy     | -       | porco            |
| ba-bayi | ba-baʔe | -       | -         | -       | va-vai-an | vávy    | mulher, feminino |
| kahuy   | kahoy   | kayu    | kayu      | kayu    | -         | házo    | madeira, árvore  |
| paray   | palay   | padi    | padi      | pari    | paday     | -       | planta do arroz  |
| liʔug   | liʔig   | leher   | leher     | -       | liqu      | -       | pescoço          |
| itum    | itim    | hitam   | hitam     | item    | -         | ma-inty | preto            |

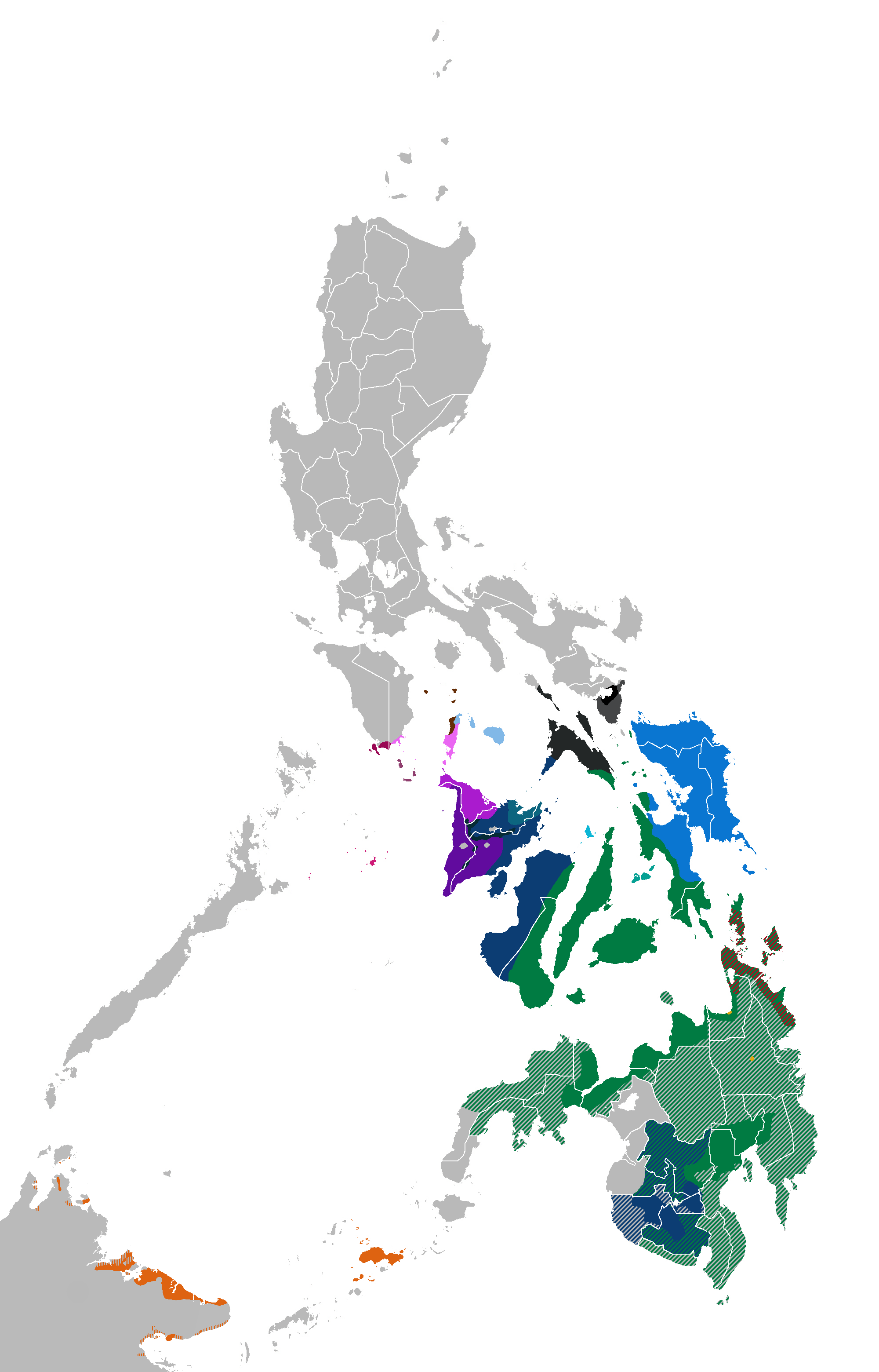
Mapa da distribuição das línguas vissaianas.
Meridional
Cebuano
de Banton
Ocidental

Além disso, o idioma cebuano faz parte de um contínuo dialetal que compreende a região geográfica das Vissaias, sendo ele o grupo dialetal intermediário entre os conjuntos meridional e central. Tanangkingsing (2009) descreve a seguinte organização das línguas vissaianas:
|  | Língua butuanon, Língua tausug |
|  |                                |
|  | Língua surigaonon              |
|  |                                |

|  | Língua cebuana |
|  |                |

|  | Língua ati, Língua capiznon, Língua hiligaynon, Língua masbatenha, Língua porohanon |
|  |                                                                                     |
|  | Língua romblomanon                                                                  |
|  |                                                                                     |
|  | Língua sorsogon setentrional, Língua sorsogon meridional, Língua waray-waray        |
|  |                                                                                     |

|  | Língua bantoanon |
|  |                  |

|  | Língua aklan                    |
|  |                                 |
|  | Língua caluyanon                |
|  |                                 |
|  | Língua karai-a                  |
|  |                                 |
|  | Língua ratagnon, Língua cuyonon |
|  |                                 |
|  | Língua inonhan                  |
|  |                                 |

|  | Língua butuanon, Língua tausug |
|  |                                |
|  | Língua surigaonon              |
|  |                                |

|  | Língua cebuana |
|  |                |

|  | Língua ati, Língua capiznon, Língua hiligaynon, Língua masbatenha, Língua porohanon |
|  |                                                                                     |
|  | Língua romblomanon                                                                  |
|  |                                                                                     |
|  | Língua sorsogon setentrional, Língua sorsogon meridional, Língua waray-waray        |
|  |                                                                                     |

|  | Língua bantoanon |
|  |                  |

|  | Língua aklan                    |
|  |                                 |
|  | Língua caluyanon                |
|  |                                 |
|  | Língua karai-a                  |
|  |                                 |
|  | Língua ratagnon, Língua cuyonon |
|  |                                 |
|  | Língua inonhan                  |
|  |                                 |

## Fonologia

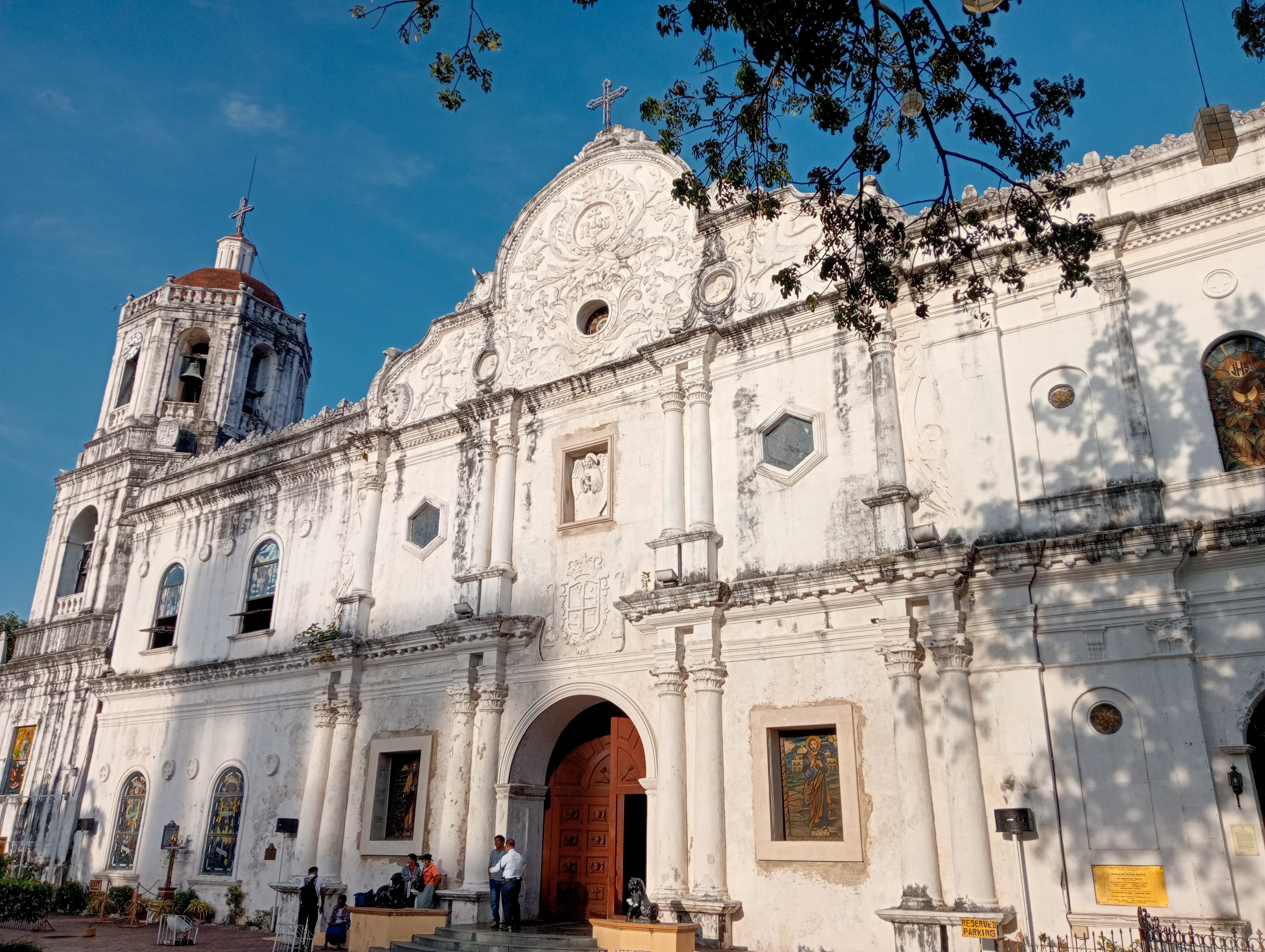
Fachada da Catedral Metropolitana de Cebu, 2024.

Assim como outras línguas malaio-polinésias, o cebuano possui um inventário de fonemas relativamente pequeno de somente 19 fones plenamente distintos. Por se tratar de um idioma com pouca institucionalização e alta variação dialetológica, o conteudo desta seção se refere, em geral, à variante formal da Cidade de Cebu, entendida academicamente como a variante padrão do cebuano.

### Consoantes

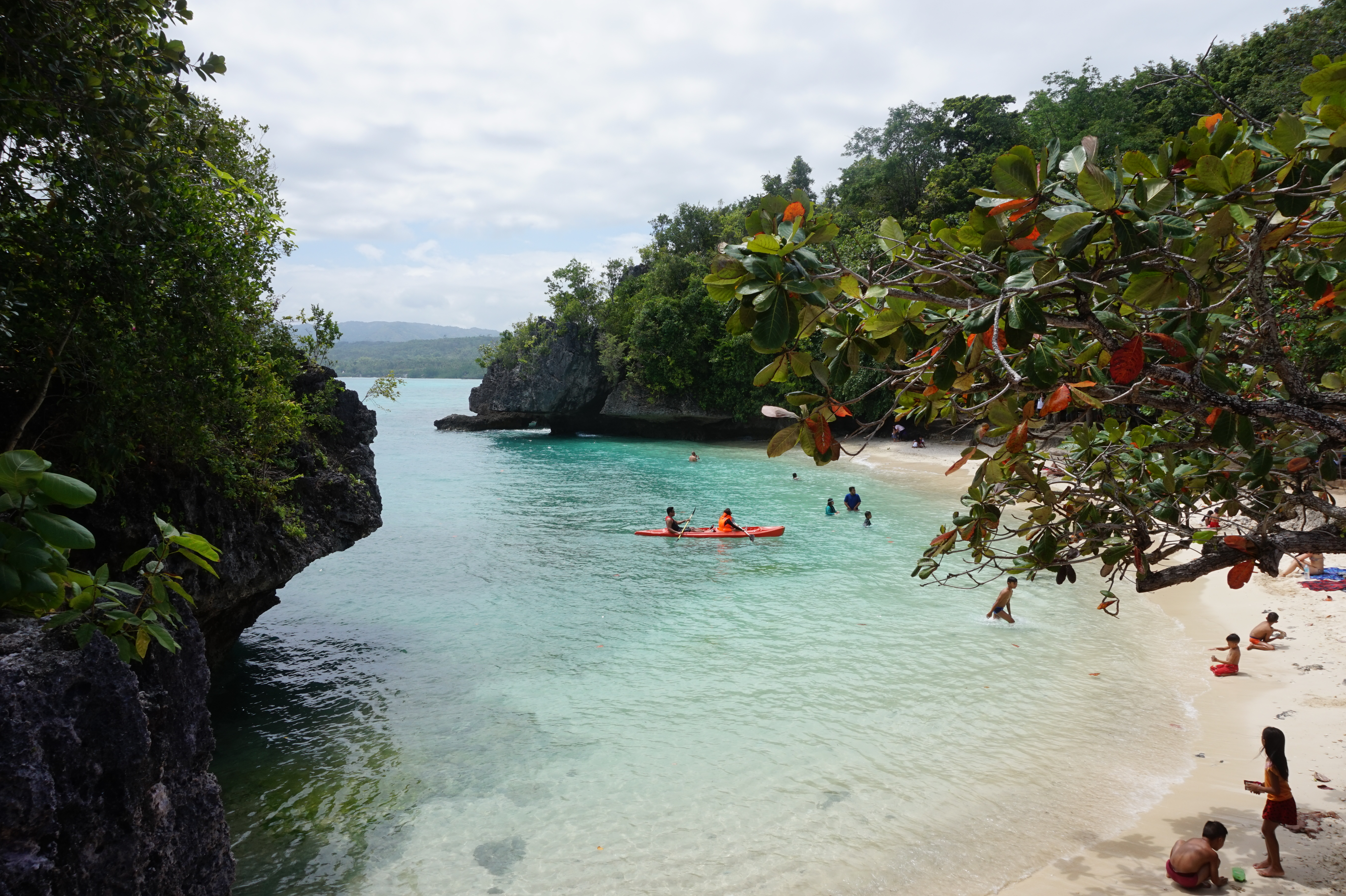
Vista da praia de Salagdoong, Siquijor, 2017.

O inventário consonantal do cebuano é composto de 16 fones, dos quais nenhum é particular ao idioma. As principais diferenças em relação ao português são: a presença explícita da parada glotal; a ausência de fones comuns como as demais sibiliantes; e a dentalização.
A vibrante múltipla /r/ pode ser substituída por outros sons róticos, como [ɾ] ou [ɹ], sem prejuízo à compreensão, fenômeno especialmente frequente entre falantes influenciados pelo uso do inglês.
|           | Bilabial | Dental | Alveolar | Palatal | Velar | Glotal |
| --------- | -------- | ------ | -------- | ------- | ----- | ------ |
| Plosiva   | p⠀⠀b     | t⠀⠀d   |          |         | k⠀⠀g  | ʔ⠀⠀⠀   |
| Nasal     | ⠀⠀⠀m     | ⠀⠀⠀n   |          |         | ⠀⠀⠀ŋ  |        |
| Vibrante  |          |        | ⠀⠀⠀r     |         |       |        |
| Fricativa |          | s⠀⠀⠀   |          |         |       | h⠀⠀⠀   |
| Glide     | ⠀⠀⠀w     |        |          | ⠀⠀⠀j    | ⠀⠀⠀w  |        |
| Lateral   |          | ⠀⠀⠀l   |          |         |       |        |

1. ↑  O fone /w/ é, mais especificamente a aproximante labiovelar, ou seja, é uma consoante articulada em dois pontos; por isso, ela ocupa duas células na tabela.

### Vogais

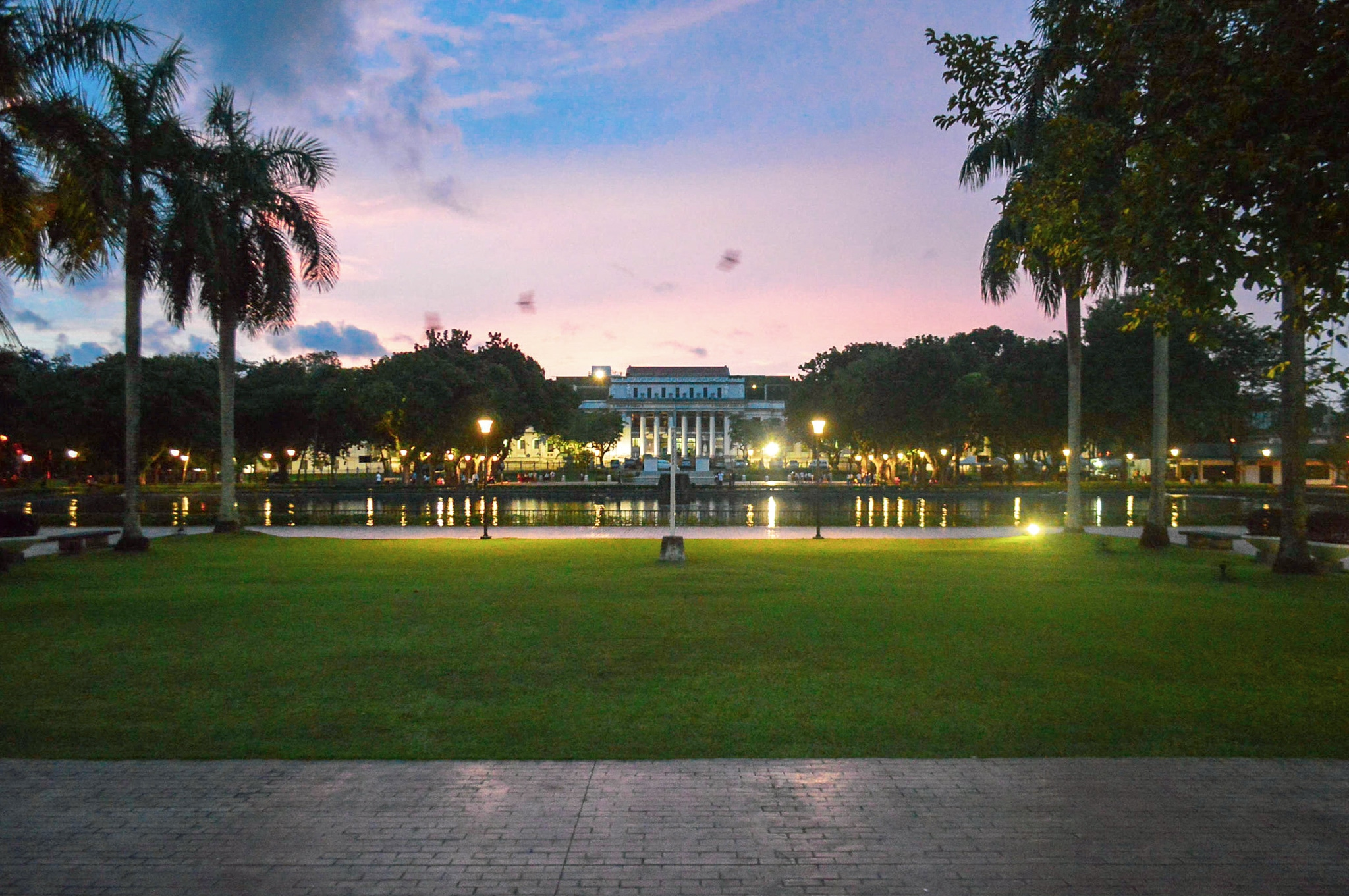
Vista do Parque do Capitólio em Bacolod, Negros, 2019.

O inventário vocálico do cebuano é composto de somente três fonemas plenamente distintos. São eles: a vogal /ɪ/, que pode variar em [ɪ] (padrão), em [i] e em [ɛ]; a vogal /ʊ/, que pode variar em [ʊ] (padrão), em [u] e em [ɔ]; e a vogal /ʌ/, que não varia na pronúncia padrão, mas é alófona de [a].
Acerca das variações, a diferença nas realizações [ɪ]／[i] e [ʊ]／[u] é sutil, esses pares são alófonos internos para fins de análise fonêmica. A inclusão dos fones [ɛ] e [ɔ] ocorre mediante palavras de empréstimo e certas transformações fonológicas específicas, essas vogais possuem suas próprias notações ortográficas ⟨e⟩ e ⟨o⟩ respectivamente. Apesar disso, a tolerância a essas variações é suficiente para que as diferentes realizações não prejudiquem o entendimento das palavras; Nelson (1964) e Endriga (2010) postulam que os três fonemas estão em variação livre interna.
|         | Anterior | Central | Posterior |
| ------- | -------- | ------- | --------- |
| Fechada | ɪ        |         | ʊ         |
| Média   |          |         | ʌ         |
| Aberta  |          |         |           |

### Transformações fonológicas

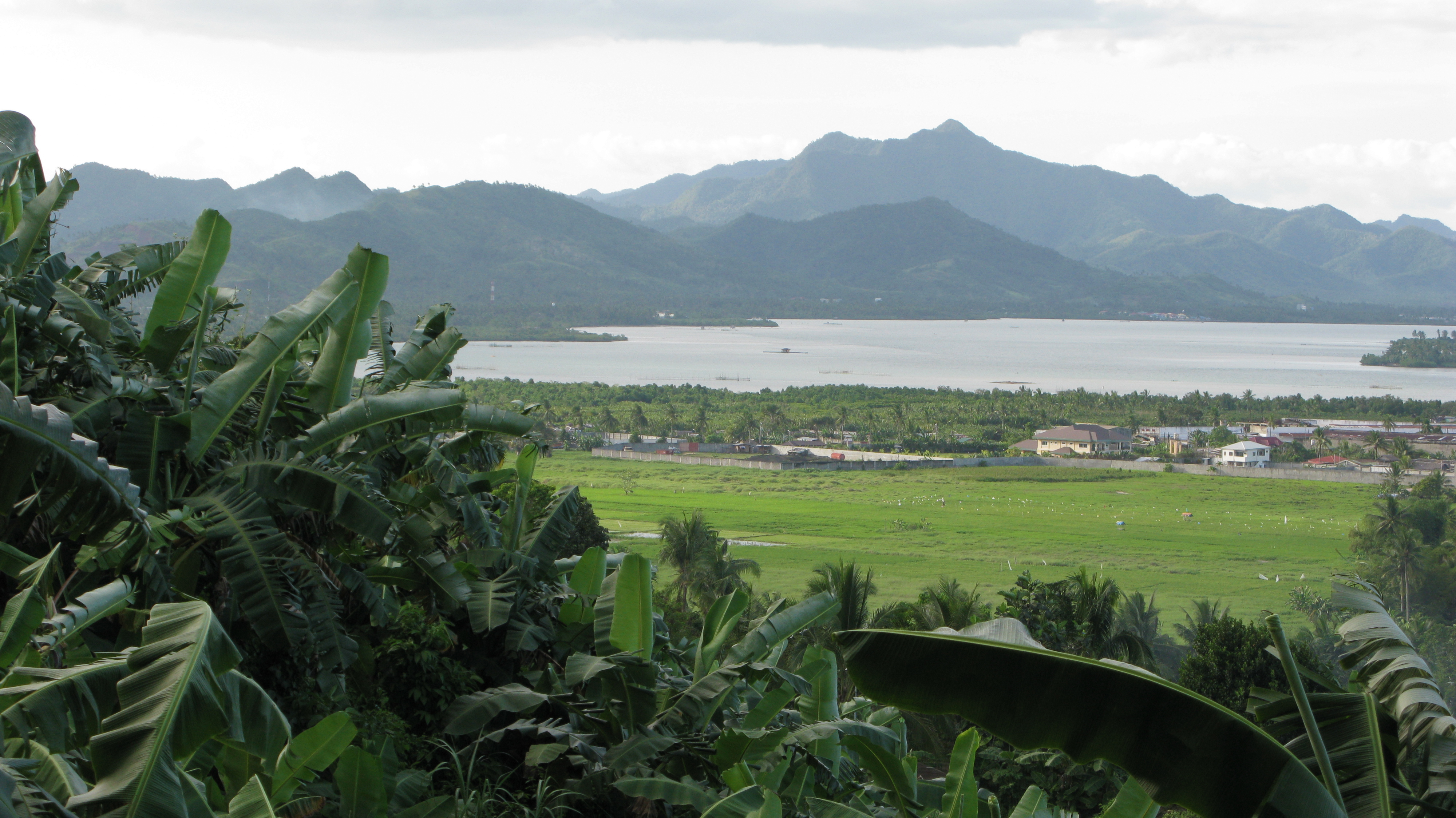
Paisagem da baía de Tacloban, Leyte, 2009.

Devido à alta variação dialetológica e ao espaçamento geográfico entre os grupos dialetais, alguns sons específicos são realizados de maneira diferente da variante padrão em ambientes fonéticos específicos.
Na Cidade de Cebu e em Bojol, o fone /l/ é realizado como um /w/ em ambiente intervocálico entre /ʌ/ e /ʊ/, e vice-versa, de forma que o /ʊ/ é deletado. Exemplo: [pʊˈlʌ] → [ˈpwʌ] «vemelho». Há também, na Cidade de Cebu e em Bojol, o caso em que o /l/ intervocálico é deletado quando ocorre entre duas vogais iguais; nessa situação, a vogal sempre se torna longa quando o /l/ deletado não é o ataque da antepenúltima sílaba. Exemplo: [kʌˈlʌjɔ] → [kʌːˈjɔ] «fogo»; [kʌˌlʌˈmʊŋgʌj] → [kʌˈmʊŋgʌj] «moringa».
Particularmente no dialeto bojolano, o fone /r/ é sempre realizado como o fone /d/ em ambiente intervocálico. Além disso, no bojolano, o fone /j/ se transforma em [d͡ʒ] sempre que ocorre como ataque de uma sílaba. Exemplo: [ˈjʊtʌ] → [ˈd͡ʒʊtʌ] «terra, solo».

### Fonotática

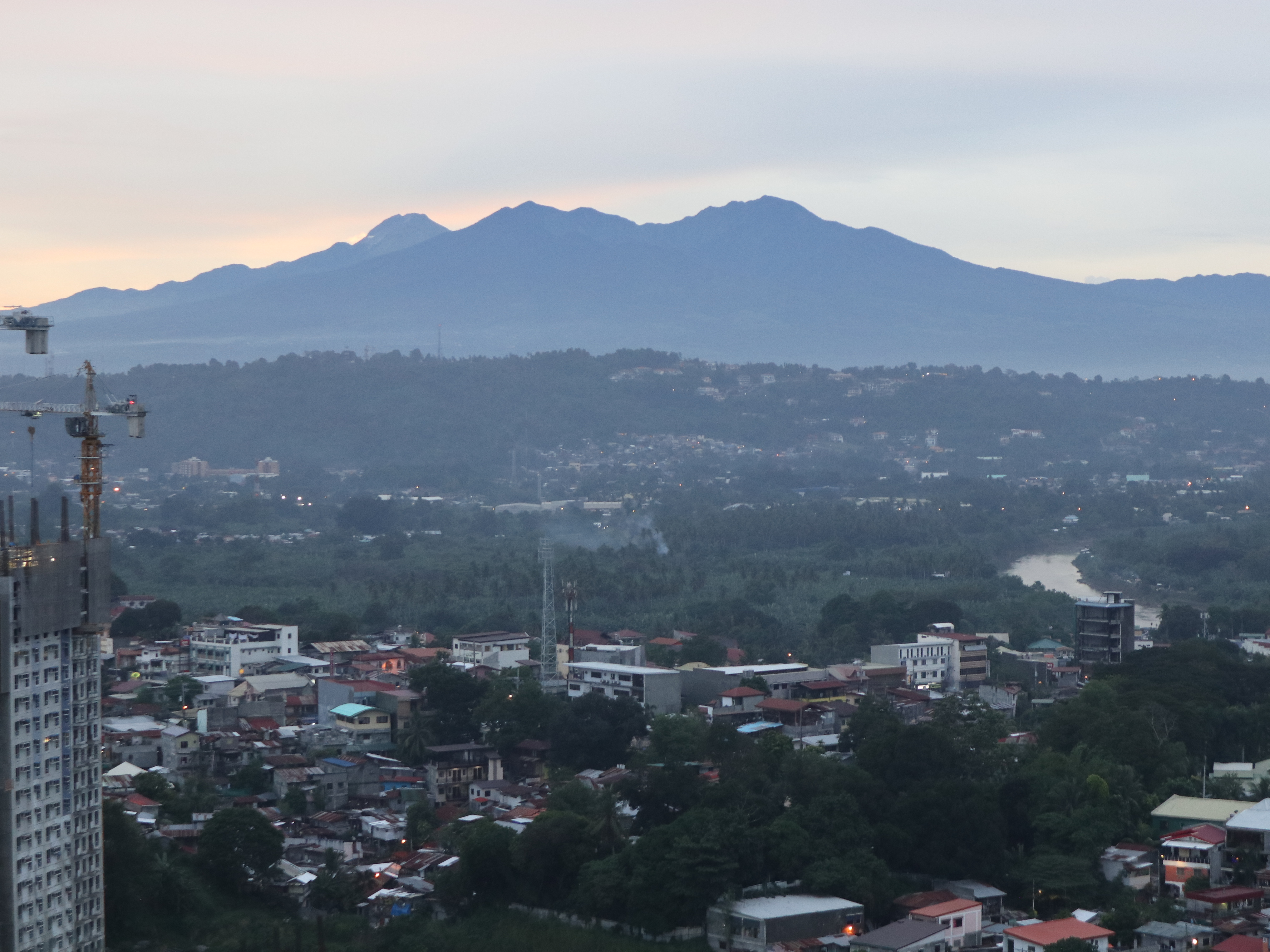
Monte Apo, o ponto mais alto das Filipinas, visto de Davao, Mindanau, 2021.

Assim como a maioria das línguas austronésias, o cebuano possui uma estrutura silábica simples de padrão (C)(C)V(C). Os tipos mais comuns são a sílaba aberta CV (consoante-vogal) e a sílaba fechada CVC (consoante-vogal-consoante). Apesar de seram raramente atestados em palavras nativas, encontros consonantais do tipo C1C2V(C) são mais comuns em empréstimos do espanhol e do inglês, nos quais C2 é uma semivogal ou uma rótica.

## Ortografia

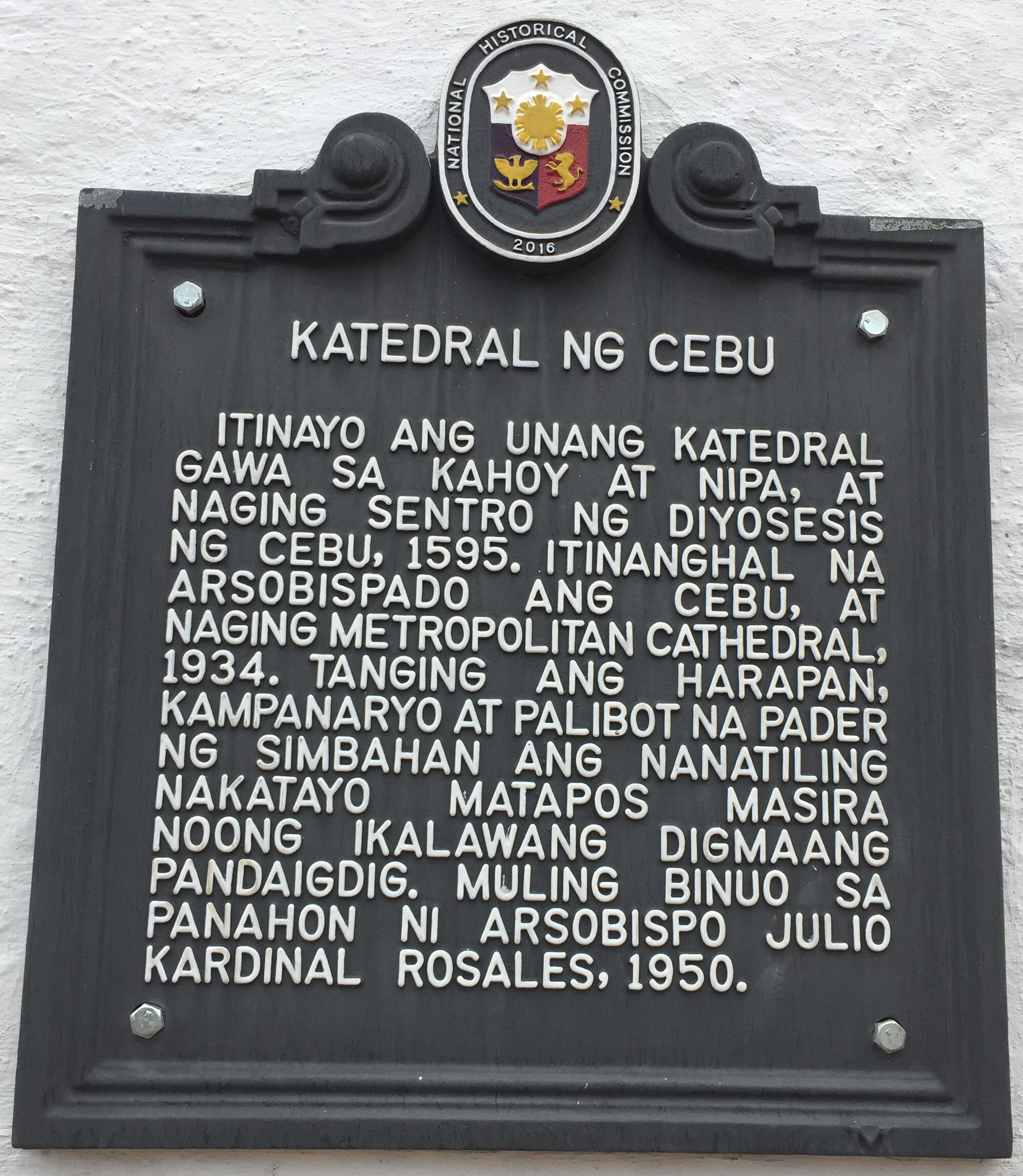
Placa histórica da Catedral Metropolitana de Cebu escrita em língua tagalo no novo Alfabeto Filipino.

Assim como a maioria dos idiomas austronésios, o cebuano é atualmente grafado com o alfabeto latino. Contudo, a escrita já era conhecida no arquipélago desde, pelo menos, o século XVI. Até a introdução de missionarios espanhóis, o cebuano era escrito com o sistema Baybayin, um alfassilabário; ou seja, um sistema no qual cada símbolo representa uma sílaba que possui uma consoante dominante e sua vogal alterada de acordo com a aplicação de diacríticos.

### Abakada
O sistema Abakada é uma adaptação do alfabeto latino para as línguas filipinas; ele possui somente 20 letras, excluindo ⟨c⟩, ⟨f⟩, ⟨j⟩, ⟨k⟩, ⟨q⟩, ⟨v⟩ e ⟨z⟩, mas incluindo o dígrafo ⟨ng⟩.
Originalmente, o Abakada foi desenvolvido por Lope K. Santos em 1939, durante a ocupação estadunidense do arquipélago, para a escrita da «língua nacional» das Filipinas, uma variante padronizada do tagalo. A iniciativa substituiu o alfabeto espanhol nas demais línguas nativas, mas ele não é mais utilizado nacionalmente desde 2013, quando a Comissão sobre a Língua Filipina publicou uma reforma na ortografia nacional.
| Letra | Fonema | Descrição do fonema para falantes de português                                                                         |
| ----- | ------ | --- |
| A a   | /ʌ/    | Não há equivalente; próximo do [ɐ] em ângulo.                                                                          |
| B b   | /b/    | Grafado igualmente; exemplo em banana.                                                                                 |
| K k   | /k/    | Grafado igualmente; exemplo em cama (AFI: ['kɐ̃mɐ]).                                                                    |
| D d   | /d/    | Grafado como no português, sendo mais dental; som alófono em dado.                                                     |
| E e   | /ɛ/    | Grafado como ⟨é⟩; exemplo em hélice.                                                                                   |
| G g   | /ɡ/    | Grafado igualmente; exemplo em garfo.                                                                                  |
| H h   | /h/    | Grafado como ⟨rr⟩; exemplo em carro (AFI: [ˈkahu]).                                                                    |
| I i   | /ɪ/    | Alófono de [i] no português e também no cebuano.                                                                       |
| L l   | /l/    | Grafado igualmente; exemplo em livro.                                                                                  |
| M m   | /m/    | Grafado igualmente; exemplo em maçã.                                                                                   |
| N n   | /n/    | Grafado como no português, sendo mais dental; som alófono em não.                                                      |
| NG ng | /ŋ/    | Equivalente em alguns sotaques; ocasionalmente em manga (AFI: [ˈmɐ̃(ŋ)ɡɐ]). Em espanhol, domingo. Em inglês, sing.      |
| O o   | /ɔ/    | Grafado como ⟨ó⟩; exemplo em óbvio.                                                                                    |
| P p   | /p/    | Grafado igualmente; exemplo em ponte.                                                                                  |
| R r   | /r/    | Equivalente em alguns sotaques, conhecido como «r» vibrado; ocasionalmente em rato (AFI: ['ratu]). Em espanhol, perro. |
| S s   | /s/    | Grafado como no português, sendo mais dental; som alófono em sabão.                                                    |
| T t   | /t/    | Grafado como no português, sendo mais dental; som alófono em tábua.                                                    |
| U u   | /ʊ/    | Alófono de [u] no português e também no cebuano.                                                                       |
| W w   | /w/    | Grafado como ⟨u⟩ em ditongos; exemplo em quase (AFI: [ˈkwazi]).                                                        |
| Y y   | /j/    | Grafado como ⟨i⟩ em ditongos; exemplo em iodo (AFI: [ˈjodu]).                                                          |

### Badlit

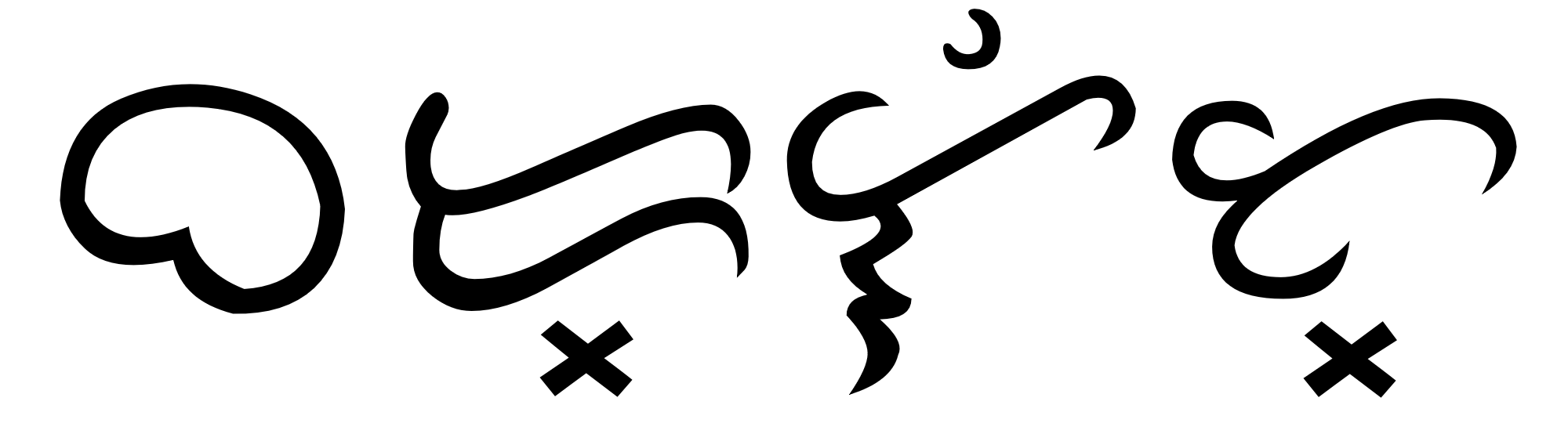
Badlit escrito no sistema de escrita Badlit

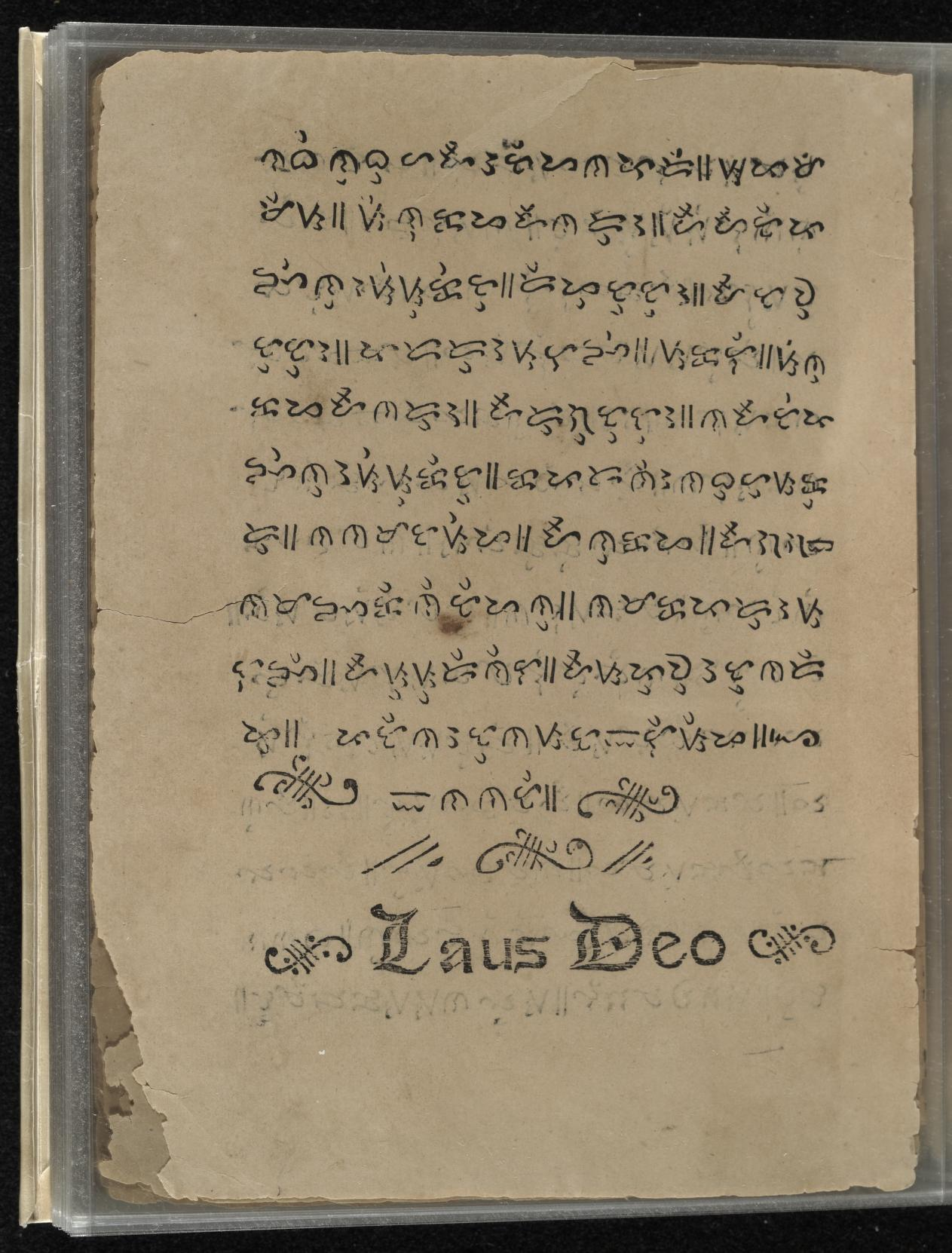
Fólio da Doctrina Christiana (1593), obra espanhola de catecismo escrita em Baybayin tagalo e em sinogramas hokkien.

O Badlit (ᜊᜇ᜔ᜎᜒᜆ᜔), chamado de Baybayin em tagalo, é a escrita pré-colonial do arquipélago filipino. Trata-se de um abugida da família brâmica, grupo de sistemas de escrita com origem indiana descendentes do Brami, com forte influência do Grantha. Sua ordem de escrita moderna é da esquerda para a direita, mas era tradicionalmente escrito de baixo para cima.
Historicamente, o Badlit era utilizado para registrar passagens curtas como poesia e anúncios públicos, sendo engravado em tiras de bambu. Com a conquista espanhola do arquipélago filipino, o sistema de escrita caiu em desuso e nenhum dos textos pré-contato sobreviveu à colonização. Entretanto, há iniciativas contemporâneas para reviver o Badlit／Baybayin, sobretudo na cultura popular como um estilo artístico de patriotismo. Desde 2016, tramita uma proposta de lei no Congresso das Filipinas que declararia o Baybayin como o "sistema de escrita nacional", a iniciativa foi aprovada pelo Comitê sobre a Educação Básica e Cultura em 2018, mas a medida ainda não foi à votação.
Em conformação com a fonologia cebuana, há somente três diacríticos que simbolizam as vogais no silabário abugida Badlit; a ausência de diacrítico indica a vogal /ʌ/, chamada de inerente, e o diacrítico virama suprime a vogal da sílaba. As vogais também podem ser representadas como unidades próprias, sendo independentes das consoantes. Além disso, os fone /r/ é representado pela mesma unidade do /d/.
| Badlit     | Badlit  | Equivalente Abakada | Fonema | Descrição do fonema para falantes de português                            |
| Diacrítico | Unidade | Equivalente Abakada | Fonema | Descrição do fonema para falantes de português                            |
| ---------- | ------- | ------------------- | ------ | ------------------------------------------------------------------------- |
| ◌          | ᜀ       | A a                 | /ʌ/    | Não há equivalente; próximo do [ɐ] em ângulo.                             |
| ◌ᜒ          | ᜁ       | I i                 | /ɪ/    | Alófono de [i] no português e também no cebuano.                          |
| ◌ᜓ          | ᜂ       | U u                 | /ʊ/    | Alófono de [u] no português e também no cebuano.                          |
| ◌᜔          | -       | não há (virama)     | -      | Especial; suprime a vogal da sílaba, restando somente o fone consonantal. |

| Unidade silábica Badlit | Unidade silábica Badlit | Unidade silábica Badlit | Unidade silábica Badlit | Fonema consonantal | Descrição do fonema para falantes de português                                                                    |
| ◌                       | ◌ᜒ                       | ◌ᜓ                       | ◌᜔                       | Fonema consonantal | Descrição do fonema para falantes de português                                                                    |
| ----------------------- | ----------------------- | ----------------------- | ----------------------- | ------------------ | --- |
| ᜊ                       | ᜊᜒ                       | ᜊᜓ                       | ᜊ᜔                       | /b/                | Grafado igualmente; exemplo em banana.                                                                            |
| ᜃ                       | ᜃᜒ                       | ᜃᜓ                       | ᜃ᜔                       | /k/                | Grafado igualmente; exemplo em cama (AFI: ['kɐ̃mɐ]).                                                               |
| ᜇ                       | ᜇᜒ                       | ᜇᜓ                       | ᜇ᜔                       | /d/                | Grafado como no português, sendo mais dental; som alófono em dado.                                                |
| ᜄ                       | ᜄᜒ                       | ᜄᜓ                       | ᜄ᜔                       | /ɡ/                | Grafado igualmente; exemplo em garfo.                                                                             |
| ᜑ                       | ᜑᜒ                       | ᜑᜓ                       | ᜑ᜔                       | /h/                | Grafado como ⟨rr⟩; exemplo em carro (AFI: [ˈkahu]).                                                               |
| ᜎ                       | ᜎᜒ                       | ᜎᜓ                       | ᜎ᜔                       | /l/                | Grafado igualmente; exemplo em livro.                                                                             |
| ᜋ                       | ᜋᜒ                       | ᜋᜓ                       | ᜋ᜔                       | /m/                | Grafado igualmente; exemplo em maçã.                                                                              |
| ᜈ                       | ᜈᜒ                       | ᜈᜓ                       | ᜈ᜔                       | /n/                | Grafado como no português, sendo mais dental; som alófono em não.                                                 |
| ᜅ                       | ᜅᜒ                       | ᜅᜓ                       | ᜅ᜔                       | /ŋ/                | Equivalente em alguns sotaques; ocasionalmente em manga (AFI: [ˈmɐ̃(ŋ)ɡɐ]). Em espanhol, domingo. Em inglês, sing. |
| ᜉ                       | ᜉᜒ                       | ᜉᜓ                       | ᜉ᜔                       | /p/                | Grafado igualmente; exemplo em ponte.                                                                             |
| ᜐ                       | ᜐᜒ                       | ᜐᜓ                       | ᜐ᜔                       | /s/                | Grafado como no português, sendo mais dental; som alófono em sabão.                                               |
| ᜆ                       | ᜆᜒ                       | ᜆᜓ                       | ᜆ᜔                       | /t/                | Grafado como no português, sendo mais dental; som alófono em tábua.                                               |
| ᜏ                       | ᜏᜒ                       | ᜏᜓ                       | ᜏ᜔                       | /w/                | Grafado como ⟨u⟩ em ditongos; exemplo em quase (AFI: [ˈkwazi]).                                                   |
| ᜌ                       | ᜌᜒ                       | ᜌᜓ                       | ᜌ᜔                       | /j/                | Grafado como ⟨i⟩ em ditongos; exemplo em iodo (AFI: [ˈjodu]).                                                     |

## Gramática

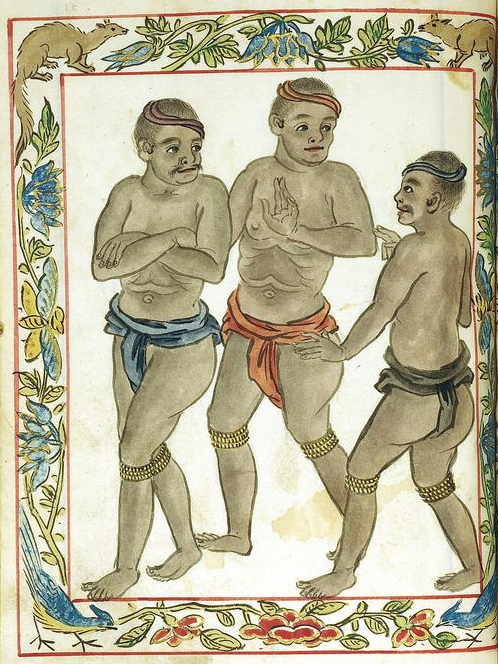
Códice Boxer (c. 1590), ilustração de escravos vissaianos

Apesar de as notáveis diferenças de sotaque e léxico entre as variedades do cebuano, as estruturas gramaticais são comuns ao contínuo dialetal vissaiano. As maiores divergências estão entre o cebuano falado e o cebuano literário. Para este artigo, utilizam-se fontes do cebuano falado.

### Pronomes
Na linguística da gramática cebuana, os pronomes são classificados junto aos substantivos, formando uma mesma classe gramatical.
A inclusividade, ou clusividade, marcada nas tabelas como (exc.)／(inc.), é um fenômeno linguístico que ocorre nos pronomes quando há a distinção entre as expressões no sentido de incluir ou de excluir o interlocutor. Em português, uma aproximação desse significado seria «eu e os demais, mas sem incluir você» para o exclusivo e «eu, os demais e também você» para o inclusivo.
Pronomes pessoais

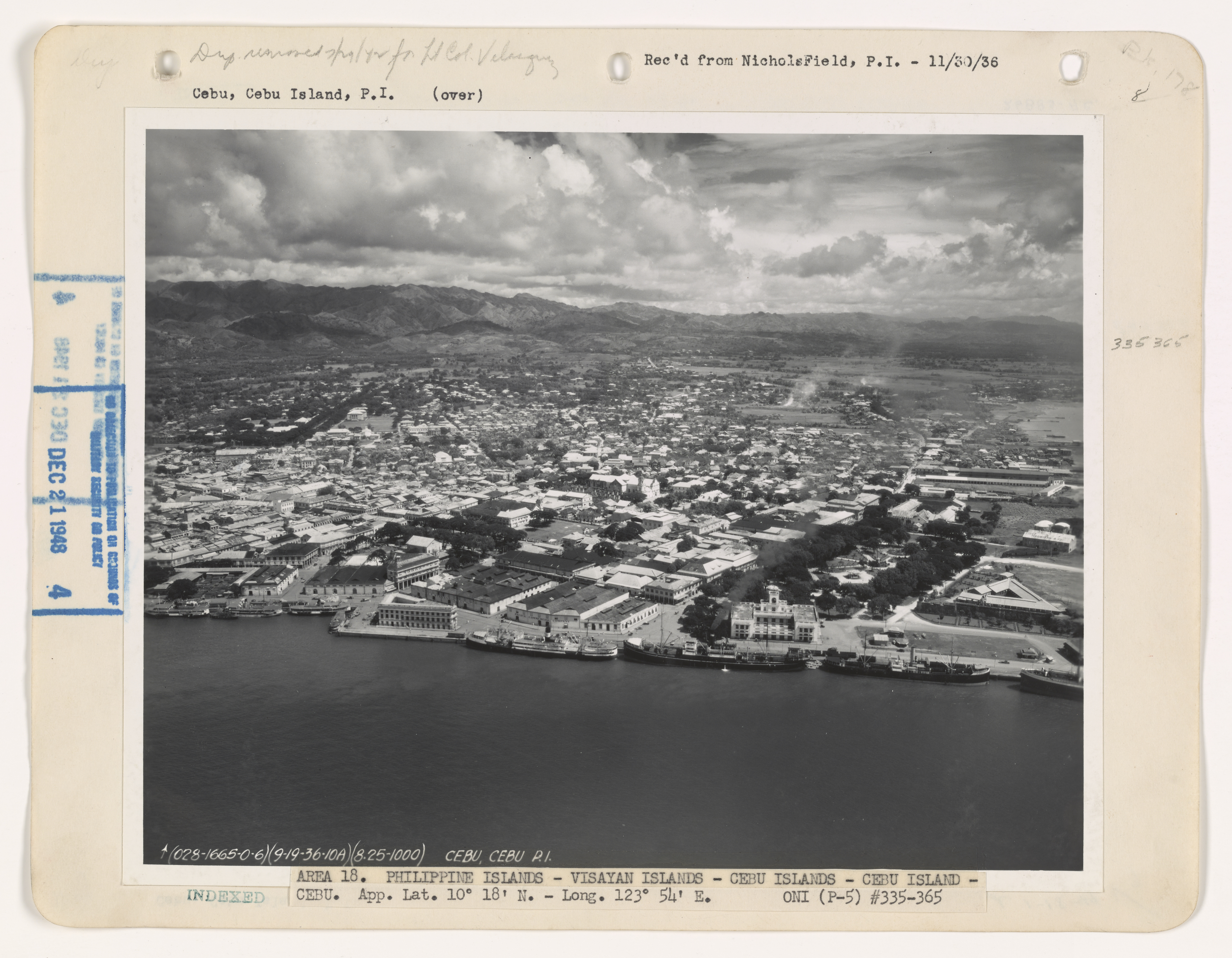
Panorama aéreo da Cidade de Cebu, século XX.

Os pronomes pessoais do cebuano variam de acordo com pessoa, número e clusividade. Diferente do português, não há distinção por gênero nos pronomes de terceira pessoa.
Há também um fenômeno na existência de formas longas e curtas; as formas curtas se comportam como afixos e não há forma curta para a terceira pessoa. O alinhamento sintático do cebuano permite o destaque selecionado dos elementos da frase, usa-se sempre a forma longa quando o pronome é destacado. Além disso, as formas longas estão associadas a contextos de especial formalidade enquanto as curtas, a conversas ordinárias.
| Pessoa | Número       | Pronome longo | Pronome curto | Português              |
| ------ | ------------ | ------------- | ------------- | ---------------------- |
| 1ª     | Singular     | ako           | -ko           | eu                     |
| 1ª     | Plural(exc.) | kami          | -mi           | nós [sem incluir você] |
| 1ª     | Plural(inc.) | kita          | -ta           | nós [incluindo você]   |
| 2ª     | Singular     | ikaw          | -ka           | você, tu               |
| 2ª     | Plural       | kamo          | -mo           | vocês, vós             |
| 3ª     | Singular     | siya          | -             | ele, ela               |
| 3ª     | Plural       | sila          | -             | eles, elas             |

Pronomes possessivos

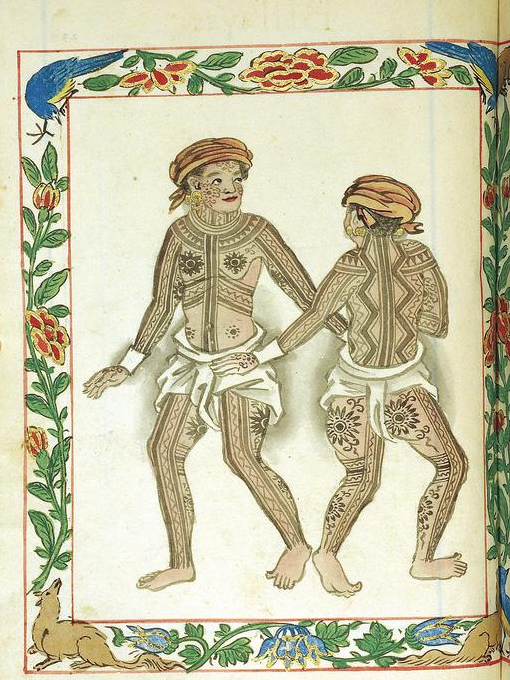
Códice Boxer (c. 1590), ilustração da nobreza guerreira

Há duas maneiras de indicar posse no cebuano: o pronome possessivo antecede o substantivo possuído; o pronome no caso genitivo segue o substantivo possuído.
Além disso, os pronomes possessivos podem ser acompanhados pelos sufixos definidor -a, na primeira pessoa, e -ha, na segunda e terceira pessoas. O sufixo definidor cumpre uma função análoga ao artigo definido do português.
| Pessoa | Número       | Possessivo | Caso genitivo | Português               |
| ------ | ------------ | ---------- | ------------- | ----------------------- |
| 1ª     | Singular     | akoʔ       | -nakoʔ        | meu                     |
| 1ª     | Plural(exc.) | amoʔ       | -namoʔ        | nosso [mas sem ser seu] |
| 1ª     | Plural(inc.) | atoʔ       | -natoʔ        | nosso [também seu]      |
| 2ª     | Singular     | imo        | -nimo         | seu, teu                |
| 2ª     | Plural       | inyo       | -ninyo        | vosso                   |
| 3ª     | Singular     | iya        | -niya         | seu                     |
| 3ª     | Plural       | ila        | -nila         | seus                    |

Pronomes demonstrativos

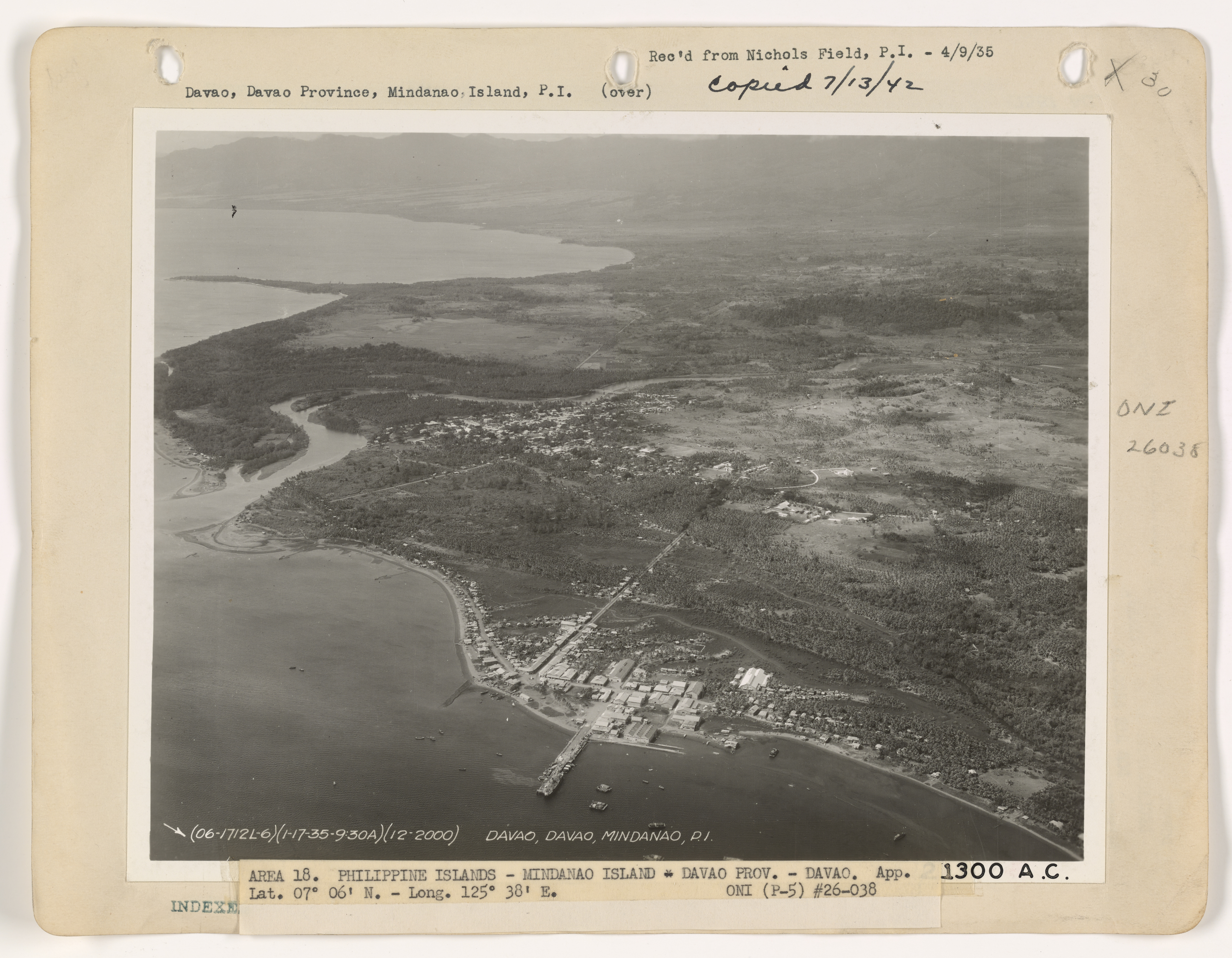
Panorama aéreo de Davao, Mindanau, século XX..

Os pronomes demonstrativos do cebuano também possuem formas curtas e longas. Os demonstrativos estão dispostos a seguir.
| Pessoa   | Caso nominativo | Caso nominativo | Caso oblíquo | Caso oblíquo | Português |
| Pessoa   | Longo           | Curto           | Longo        | Curto        | Português |
| -------- | --------------- | --------------- | ------------ | ------------ | --------- |
| Proximal | kari            | ri              | niʔini       | ʔini         | este      |
| Proximal | kini            | ni              | niʔani       | ʔani         | este      |
| Medial   | kanaʔ           | naʔ             | niʔanaʔ      | ʔanaʔ        | esse      |
| Distal   | katu            | tu              | niʔatu       | ʔatu         | aquele    |
| Distal   | kadtu           | tu              | niʔadtu      | ʔadtu        | aquele    |

### Substantivos

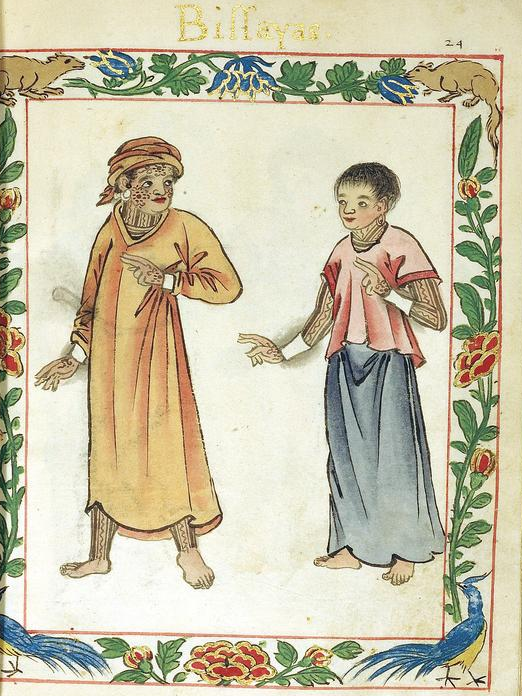
Códice Boxer (c. 1590), ilustração da baixa nobreza

Assim como no português, os substantivos cebuanos são divididos entre comuns e próprios. As raízes nominais cebuanas variam em número e podem, através da afixação, derivar em sentidos mais complexos, sendo sintaticamente marcadas em casos gramaticais. Além disso, há variação de gênero em adjetivos empréstimos do espanhol, como em amigo e amiga.

#### Casos gramaticais
O cebuano possui quatro casos gramaticais: o caso nominativo (ergativo); o caso genitivo (absolutivo); o caso dativo; e o caso locativo. As partículas marcadoras de caso ocorrem sempre antes do sintagma nominal marcado. Apesar de se comportarem como casos de uma língua ergativa-absolutiva, utiliza-se a nomenclatura tipológica mais ampla «nominativo» e «genitivo» devido às outras funcionalidades que esses casos assumem tanto no cebuano como em outras línguas austronésias.
Caso nominativo
No cebuano, o caso nominativo possui, nas vozes atuante e paciente, uma funcionalidade semelhante ao do caso ergativo; tanto o agente intransitivo quanto o objeto transitivo são marcados no nominativo. Ademais, o tema frasal, isto é, o assunto da mensagem deslocado para o início da frase, também é marcado no nominativo. Suas partículas são ang, para substantivos comuns, e si, para substantivos próprios.
Exemplo:
⠀⠀⠀Si katong Maria, giuyog ang kahoy!
⠀⠀⠀ɴᴏᴍ. aquele Maria, ᴠᴏᴢ.ᴘᴀᴄ-balançar ɴᴏᴍ. árvore
⠀⠀⠀Aquela Maria, [ela que] balançou a árvore!
Caso genitivo

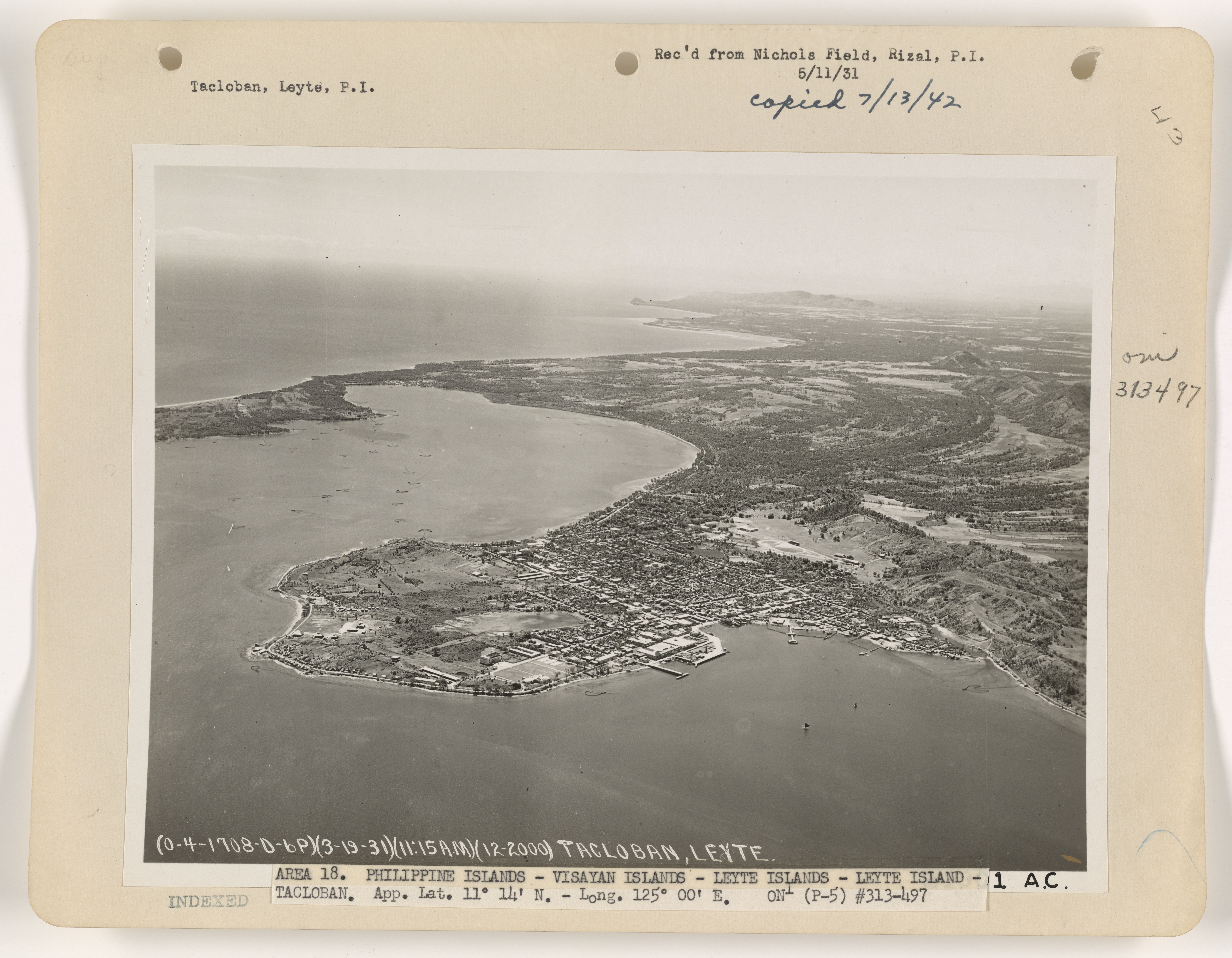
Panorama aéreo de Tacloban, Leyte, século XX.

O caso genitivo, como um caso absolutivo, marca o agente transitivo na oração e, em verbos de emoção, marca a fonte do sentimento. Sua partícula é sa, para substantivos comuns, e ni, para substantivos próprios. A partícula sa também pode ser usada para marcar o caso locativo.
Exemplo:
⠀⠀⠀Gikuha ni Juan ang telepono.
⠀⠀⠀ᴠᴏᴢ.ᴘᴀᴄ-pegar ɢᴇɴ. Juan ɴᴏᴍ. telefone
⠀⠀⠀Juan pegou o telefone.
Caso dativo

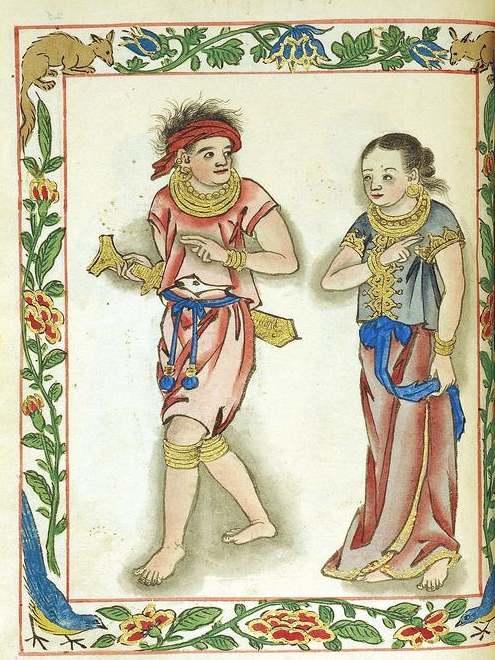
Códice Boxer (c. 1590), ilustração da alta nobreza ou realeza

O caso dativo marca o receptor, a fonte, o objetivo ou a razão por trás de uma ação. Sua partícula é kang, que só é utilizada em substantivos próprios; em substantivos comuns, também aplica-se o sa.
Exemplo:
⠀⠀⠀Nagtrabaho siya kang Cebu Pacific.
⠀⠀⠀ᴠᴏᴢ.ᴀᴛᴜ-trabalhar ele ᴅᴀᴛ. Cebu Pacific
⠀⠀⠀Ele trabalha para a Cebu Pacific.
Caso locativo
O caso locativo marca localização espacial e temporal. Esse é o uso mais comum e mais estável da partícula sa.
⠀⠀⠀Dako kaayo gasto diri sa Taiwan
⠀⠀⠀grande muito gastos aqui ʟᴏᴄ. Taiwan
⠀⠀⠀Os gastos são enormes aqui em Taiwan.

### Verbos

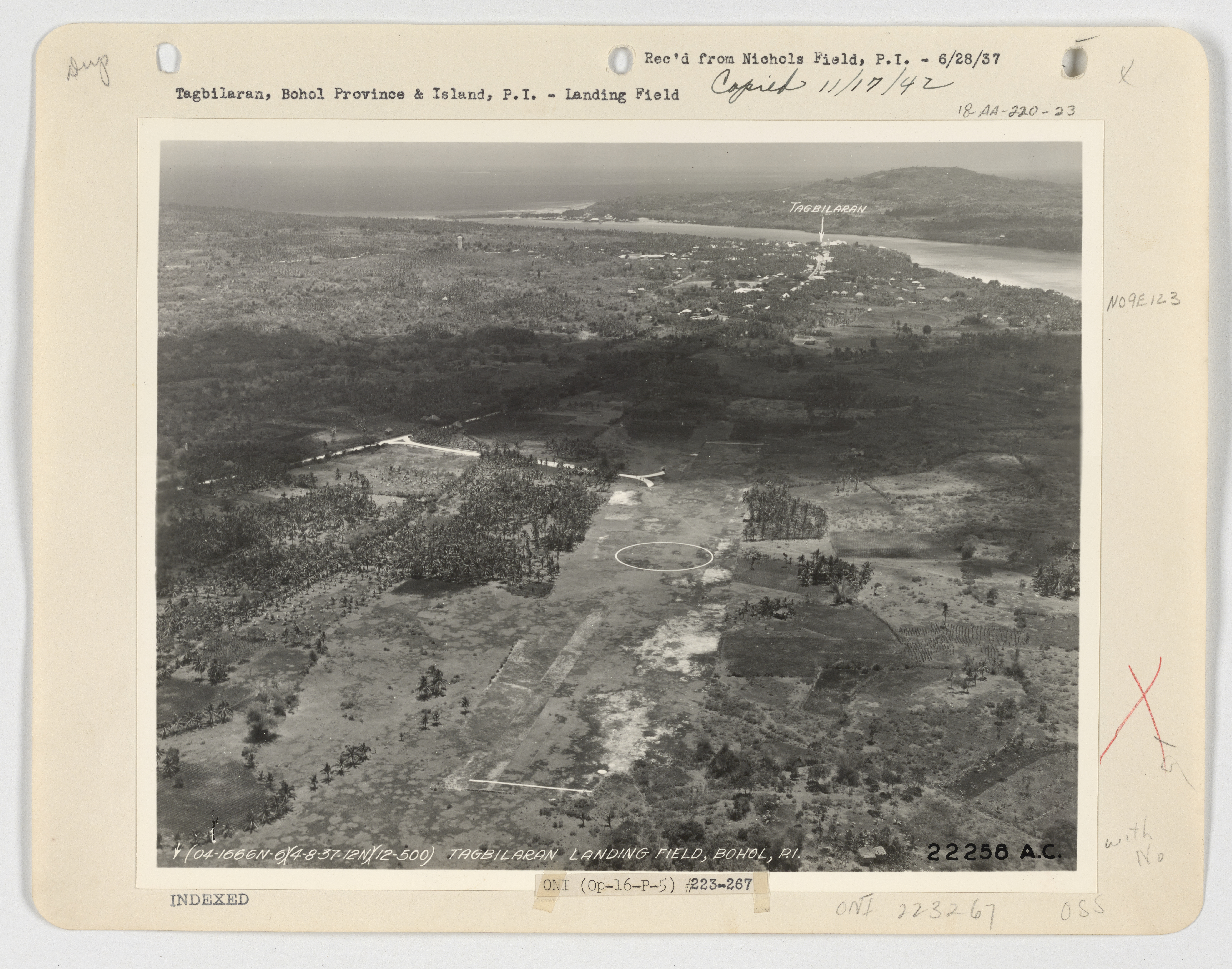
Vista aérea do ponto de pouso em Tagbilaran, Bojol, século XX.

Os verbos no cebuano são morfologicamente complexos devido à natureza aglutinadora-amalgamante da língua. É possível conjugar os verbos de acordo com tempo, modo, aspecto e voz.

#### Conjugação

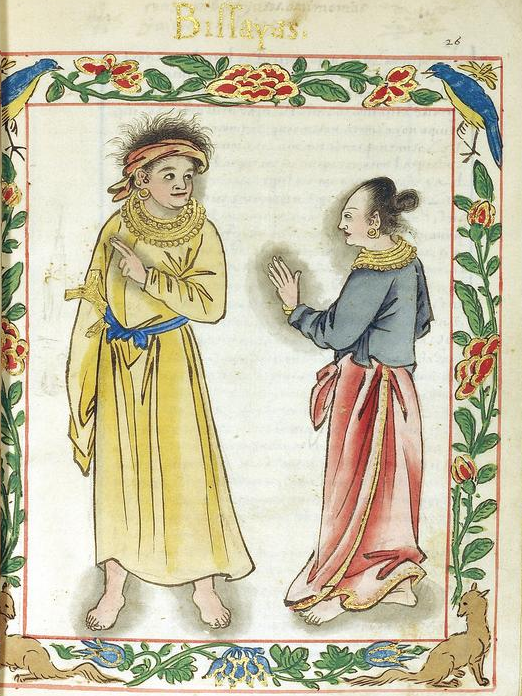
Códice Boxer (c. 1590), ilustração da alta nobreza ou realeza

Exceto em casos de voz atuante imperativa, todas as raízes verbais cebuanas recebem afixos que conjugam voz, tempo, aspecto e modo. A seguir, está a tabela com a relação simplificada de afixos de conjugação verbal.
| Tempo                 | Voz          | Aspecto e modo pontual-voluntário | Aspecto e modo progressivo-voluntário | Aspecto e modo pontual-potencial |
| --------------------- | ------------ | --------------------------------- | ------------------------------------- | -------------------------------- |
| Indicativo não-futuro | Atuante      | mi-; ni-; ning-                   | nag-; naga-; ga-                      | naka-; na-                       |
| Indicativo não-futuro | Paciente     | gi-                               | gina-; gipang-                        | na-                              |
| Indicativo não-futuro | Locativa     | gi-...-an                         | gina-...-an                           | na-...-an                        |
| Indicativo não-futuro | Instrumental | gi-                               | ga-; gina-; gipang-                   | gika-; na-                       |
| Indicativo futuro     | Atuante      | mo-; mang-                        | mag-; maga-                           | maka-; ma-                       |
| Indicativo futuro     | Paciente     | -on                               | pa-ga-...-on                          | ma-                              |
| Indicativo futuro     | Locativa     | -an                               | pa-ga-...-an                          | ma-...-an                        |
| Indicativo futuro     | Instrumental | i-                                | iga-; ipag-                           | ika-; ma-                        |
| Imperativo            | Atuante      | pag-; mang-                       | pag-                                  | -                                |
| Imperativo            | Paciente     | -a                                | pa-ga-...-a                           | -                                |
| Imperativo            | Locativa     | -i                                | pa-ga-...-i                           | ma-...-i                         |
| Imperativo            | Instrumental | i-                                | ipag-                                 | ika-                             |

Tempo, aspecto e modo

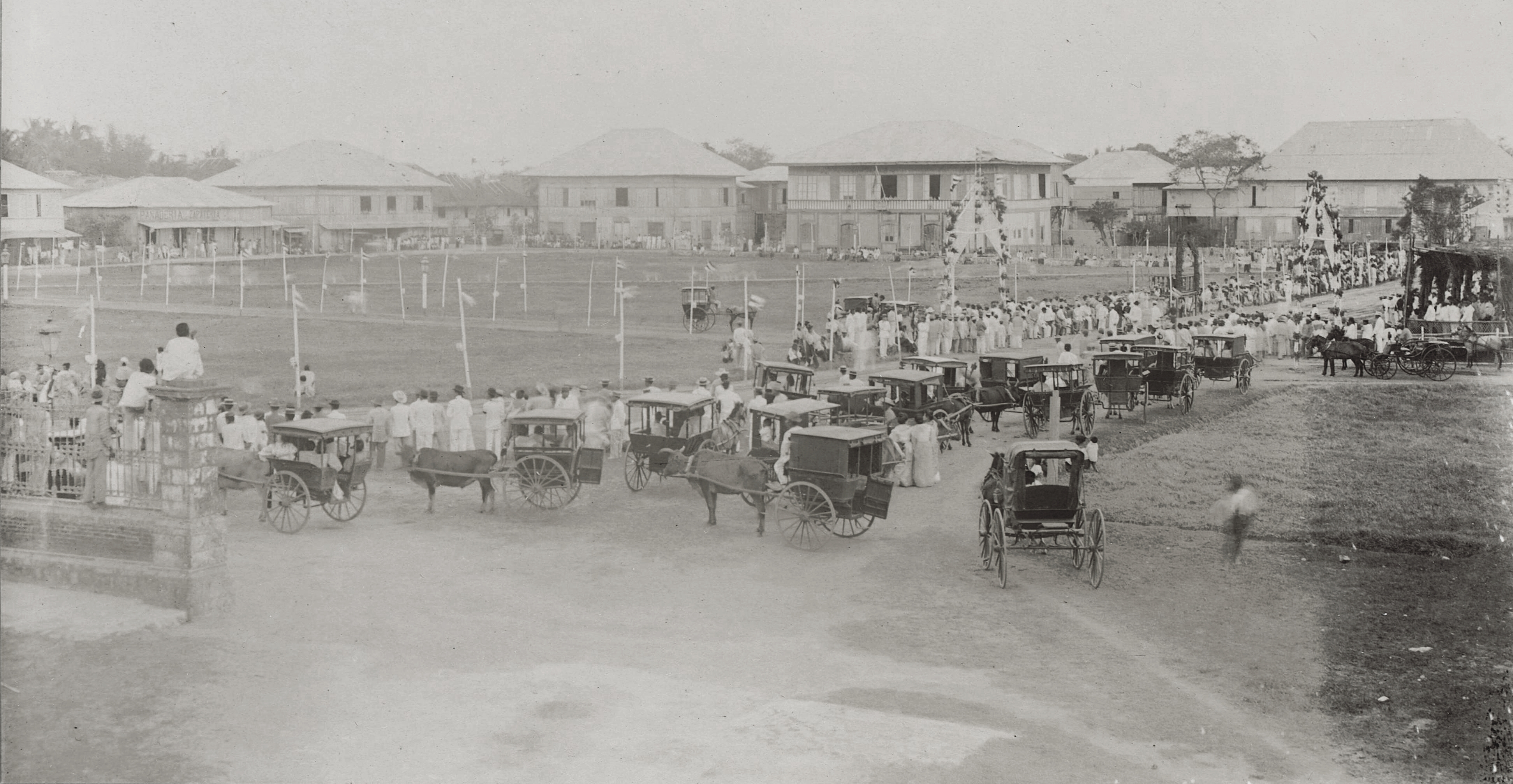
Praça em Bacolod, Negros, durante uma corrida de carruagens, 1901.

Diferentemente do português, o tempo verbal no cebuano compreende somente as categorias de futuro e de não-futuro, que contém o pretérito e o presente.
Os sentidos de aspecto e modo não se separam nos afixos cebuanos. Para o aspecto, a diferença entre «pontual» e «progressivo» está no tempo de duração necessário pra completar a ação. No âmbito do modo, «voluntário» determina uma ação planejada ou proposital enquanto «potencial» indica um ato espontâneo ou acidental.

#### Voz
O cebuano possui quatro vozes verbais: a voz atuante, a voz paciente, a voz locativa e a voz instrumental. A voz atuante indica verbos intransitivos enquanto as demais vozes formam verbos transitivos.
Devido à peculiaridade do alinhamento morfossintático cebuano, o afixo de voz determina a função sintática do termo nominal, chamado de tópico, em uma frase. Os tópicos são marcados pelas partículas si e ang para substantivos próprios e comuns, respectivamente.
Voz atuante
Em termos gerais, a voz atuante é responsável por dar destaque ao agente da ação. Em uma oração de voz atuante, o componente paciente é menosprezado, sendo não-participante ou irrelevante em relação ao discurso do enunciador. Todavia, o componente paciente ainda pode ser marcado pelo caso acusativo de forma acessória, com o sentido da oração fortemente concentrada no agente e na própria ação.
Voz paciente
O emprego da voz paciente não deve ser confundido com a voz passiva do português; apesar de as construções passivas do cebuano utilizarem a voz paciente, elas não são o principal uso dessa estrutura gramatical.
Uma vez que dão igual destaque aos elementos agente e paciente, a voz paciente são a organização padrão para orações transitivas no cebuano, seguindo uma lógica de casos análoga à de línguas ergativas.
Voz locativa

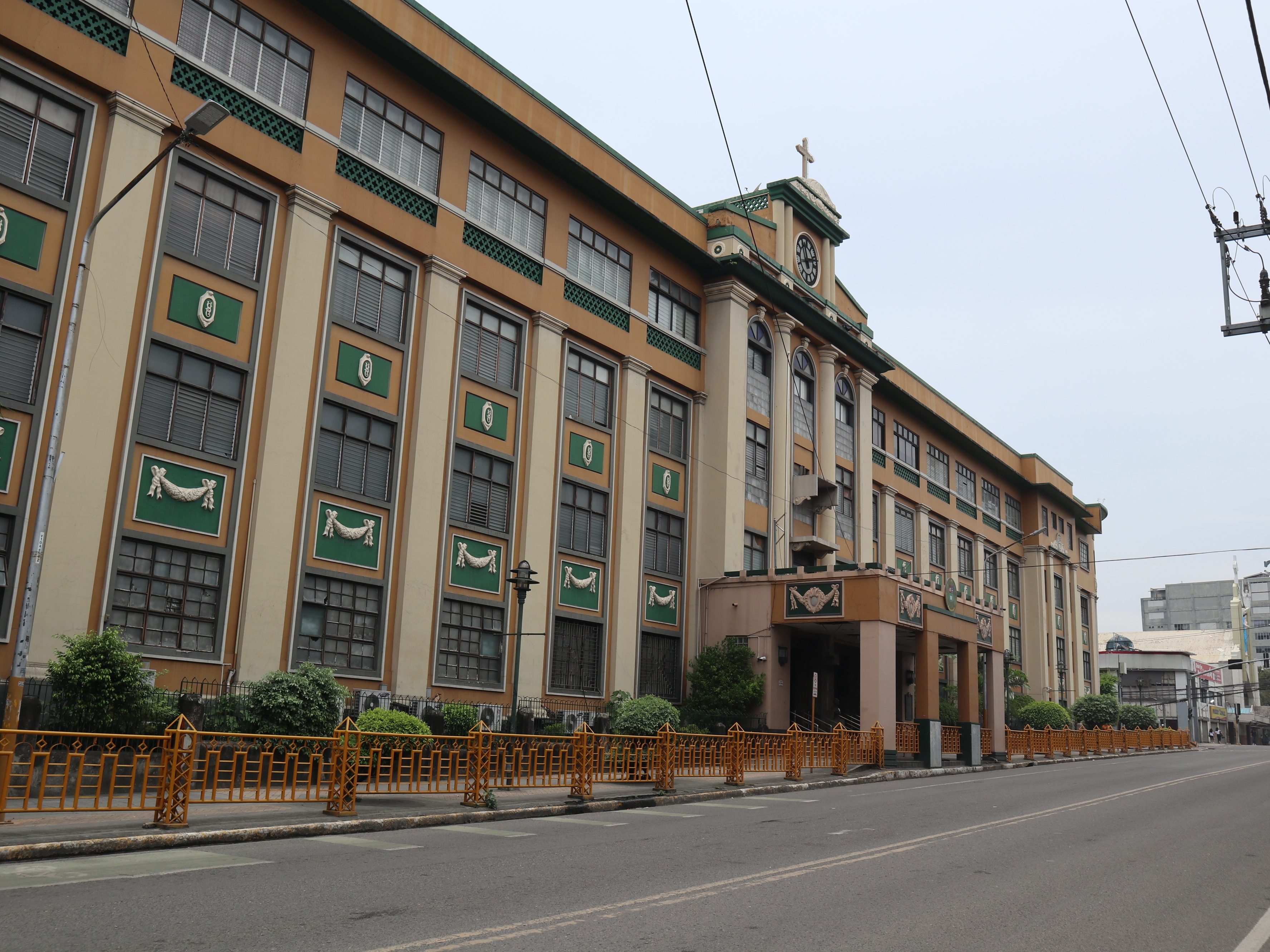
Campus do centro da Universidade de San Carlos, disputadamente a universidade moderna mais antiga da Ásia, Cidade de Cebu, 2022.

As construções em voz locativa são definidas por um agente marcado no genitivo e um substantivo marcado no nominativo que, a depender do contexto, cumpre o papel de beneficiário, de destinatário, de objetivo ou de estímulo fornecido pela localização.
Voz instrumental
A voz instrumental topicaliza a ferramenta utilizada pelo agente na realização da ação. Essa construção oracional é a menos comum.

### Sentença
Ordem da frase

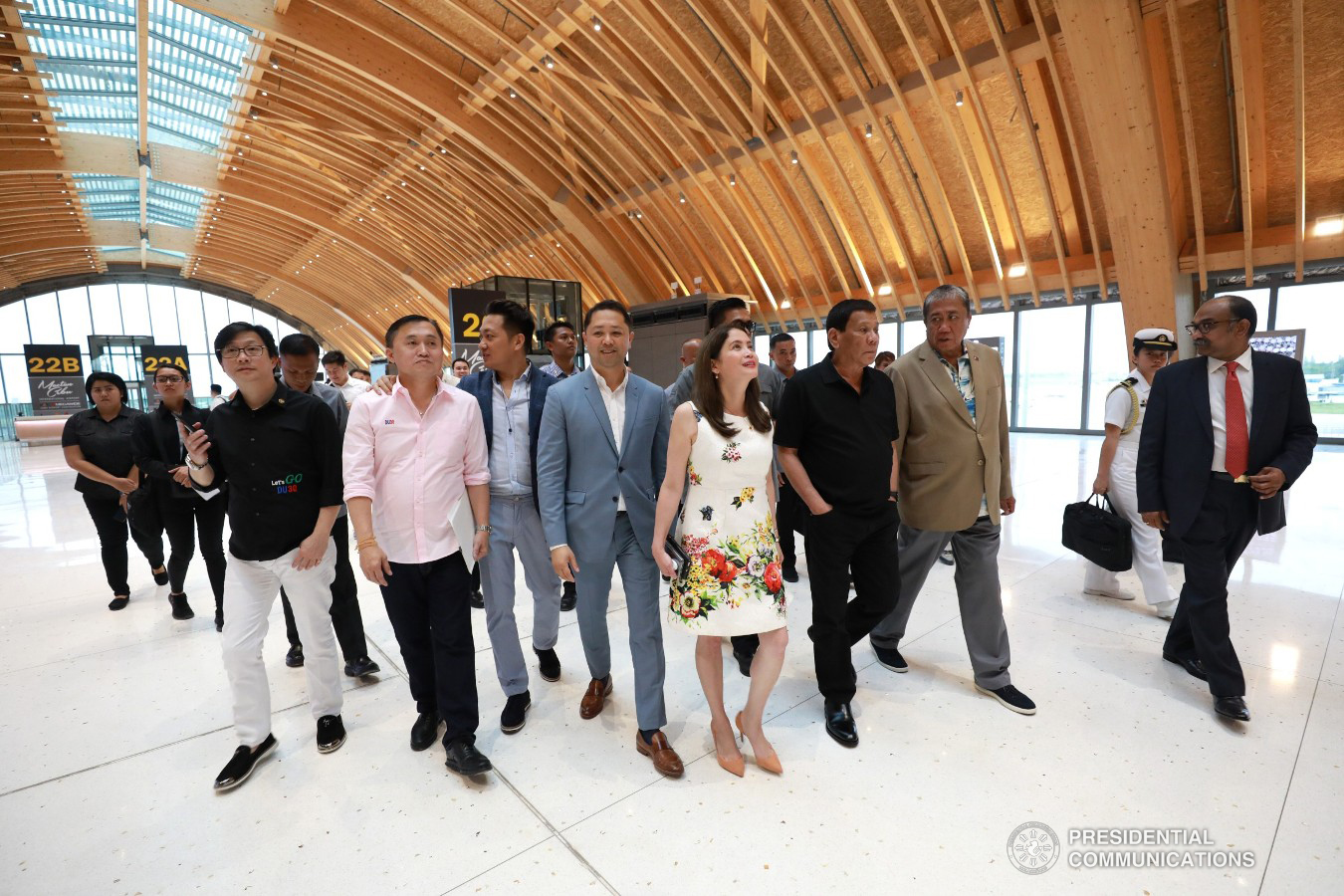
Ex-presidente filipino Rodrigo Duterte em visita à inauguração do Terminal 2 do Aeroporto Internacional de Mactan–Cebu, o segundo aeroporto mais movimentado do país, 2018.

Como outras línguas austronésias, o cebuano segue uma sintaxe relativamente incomum. A ordem sintática padrão é a verbo-sujeito-objeto (VSO), sendo o sujeito e o objeto marcados por casos gramaticais distintos.
Exemplo:
⠀⠀⠀Gikaon ni Juan ang bugas.
⠀⠀⠀ᴠᴏᴢ.ᴘᴀᴄ-comer ɢᴇɴ. Juan ɴᴏᴍ. arroz
⠀⠀⠀Juan comeu arroz (literalmente: comeu Juan arroz)
Alinhamento
O alinhamento sintático do cebuano é complexo. Com características do sistema de voz simétrica, o papel sintático marcado pelo caso nominativo se altera de acordo com a conjugação verbal de voz, mas não configura simetria total como em outras línguas austronésias, como o malaio, por associar a transitividade verbal à conjugação de voz. Ademais, Tanangkingsing (2009) afirma que, ao analisar as vozes mais comuns (atuante e paciente), há um padrão ergativo-absolutivo na marcação dos casos gramaticais pelas posições sintáticas transitivas e intransitiva.

## Vocabulário

### Amor pela Terra Nativa

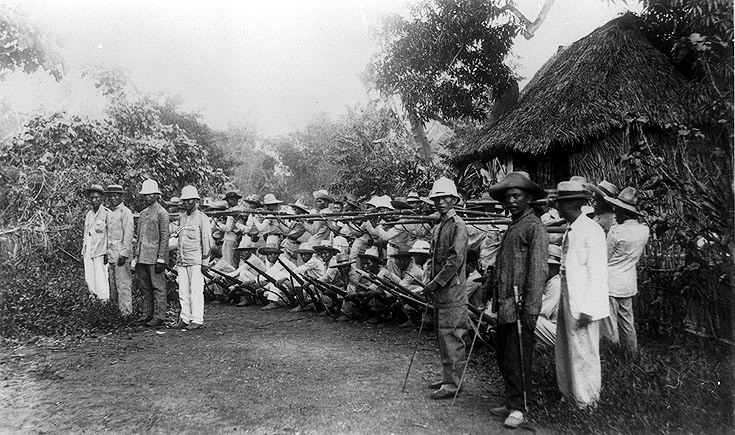
Soldados filipinos nas redondezas de Manila, 1899.

A obra Amor pela Terra Nativa (Gugma sa Yutang Natawhan) é a primeira peça teatral realista cebuana. Publicada em 1902 por Vicente Sotto, a peça se trata de uma curta narrativa do fim de um noivado entre Aurora, filha de um líder local, e Octavio, um ex-combatente da Revolução Filipina que se submeteu à ocupação estadunidense e foi apontado para um cargo público na administração colonial. O texto original escrito em 1900 foi censurado pelas autoridades estadunidenses, com Sotto recebendo uma advertência judicial e uma multa pela inclusão da expressão dukot (conjugada como gidukot no texto), que remetia ao sequestro e assassinato de nativos colaboracionistas por parte das guerrilhas nacionalistas. A seguir, está a íntegra do trecho final da peça na versão não censurada de 1900 com tradução para o português.
| Cebuano | Português |
| --- | --- |
| III Karon, si Aurora minyo na sa usa ka inilang magyuyuta, ug si Octavio patay na: gidukot tungud sa iyang pagbudhi sa Yutang Natawhan... | IIIAgora, Aurora está casada com um grande latifundiário e Octavio já está morto: sequestrado e morto por causa de sua traição contra a Terra Nativa... |

### Declaração Universal dos Direitos Humanos

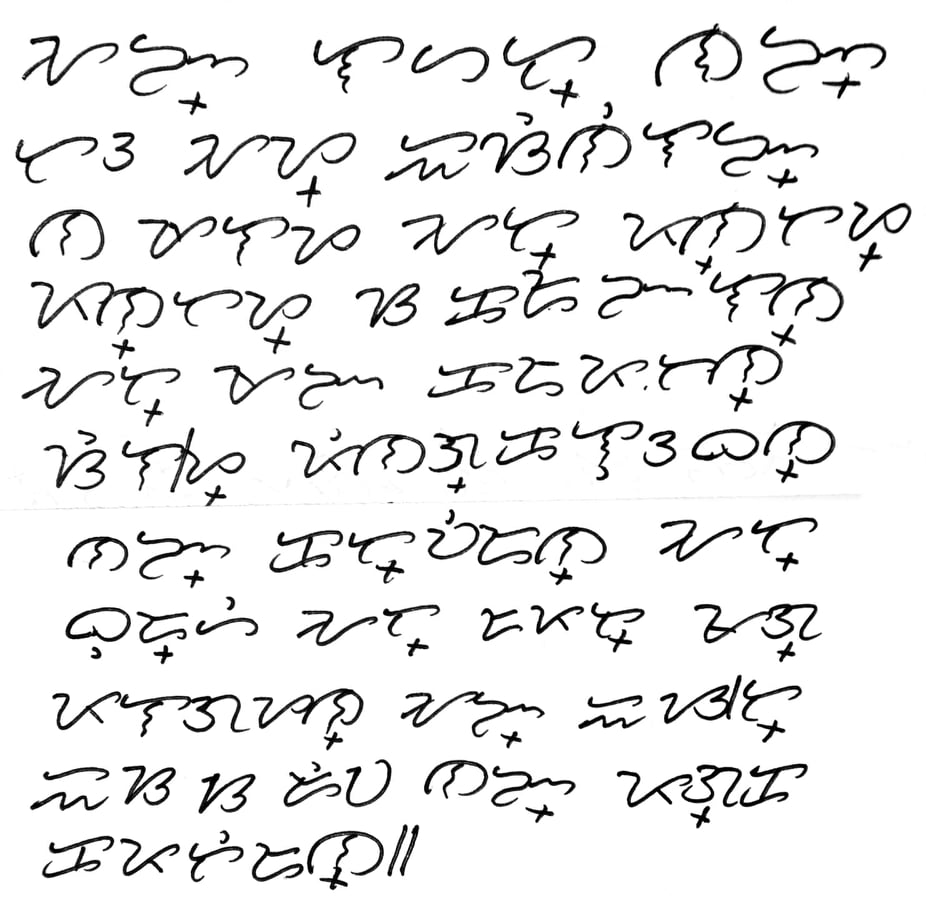
Primeiro artigo da Declaração Universal dos Direitos Humanos manuscrito em Baybayin na língua filipina.

A Declaração Universal dos Direitos Humanos é um documento internacional adotado em 1948 pela terceira sessão regular da Assembléia Geral das Nações Unidas. Embora não possua força legal, a declaração é a base para os subsequentes tratados das Nações Unidas. Como membros fundadores, tanto as Filipinas quanto o Brasil votaram a favor do documento. A seguir, está seu primeiro artigo na versão em cebuano acompanhada da versão em português.
| Cebuano | Português |
| --- | --- |
| Una nga artikulo Ang tanang katawhan gipakatawo nga may kagawasan ug managsama sa kabililhon. Sila gigasahan sa salabutan ug tanlag og mag-ilhanay isip managsoon sa usa'g-usá diha sa diwa sa espiritu. | Artigo primeiroTodos os seres humanos nascem livres e iguais em dignidade e em direitos. Dotados de razão e de consciência, devem agir uns para com os outros em espírito de fraternidade. |

### Hino da Província de Cebu

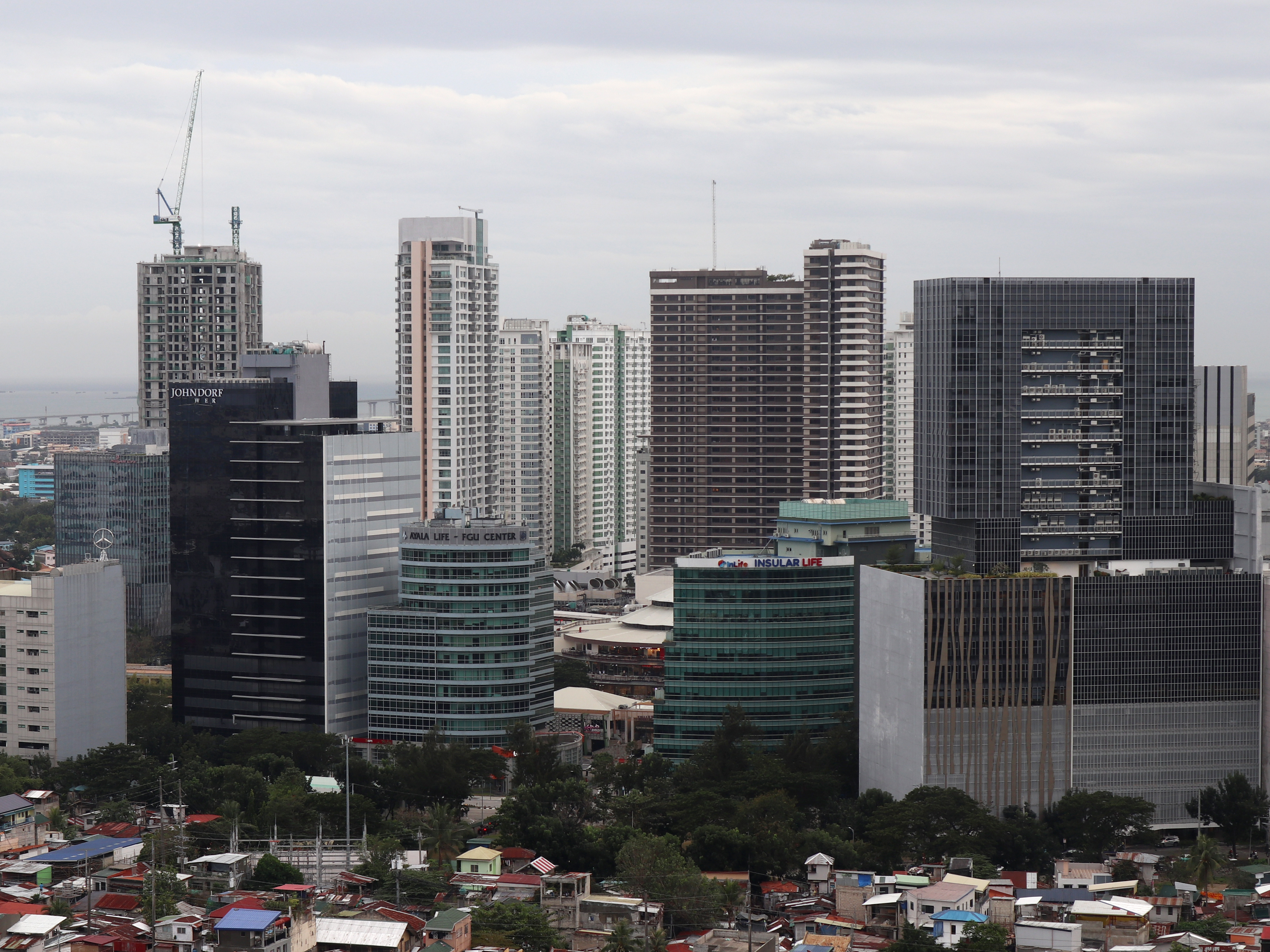
Vista dos arranha-céus do Cebu Business Park, o centro financeiro da Cidade de Cebu moderna, 2024

A Província de Cebu é uma subdivisão administrativa da Região VII (Vissaias Centrais) das Filipinas que compreende a própria ilha de Cebu e outras 167 ilhas. A região metropolitana de Cebu, centrada na Cidade de Cebu, é a terceira maior aglomeração urbana do país e a maior do arquipélago das Vissaias, sendo apelidada de "Cidade Rainha do Sul". Em 1521, a expedição de Fernão de Magalhães ergueu uma cruz em Cebu e presenteou o Rajá da ilha com uma imagem do menino jesus, ambas consideradas relíquias católicas; Magalhães foi morto na Batalha de Mactán, no território atual da Província de Cebu. A seguir, está o hino da Província de Cebu, escrito e cantado em 2018, acompanhado da tradução para o português.
| Cebuano | Português |
| Gravação pelo coral do Capitólio Provincial de Cebuⓘ | Português |
| --- | --- |

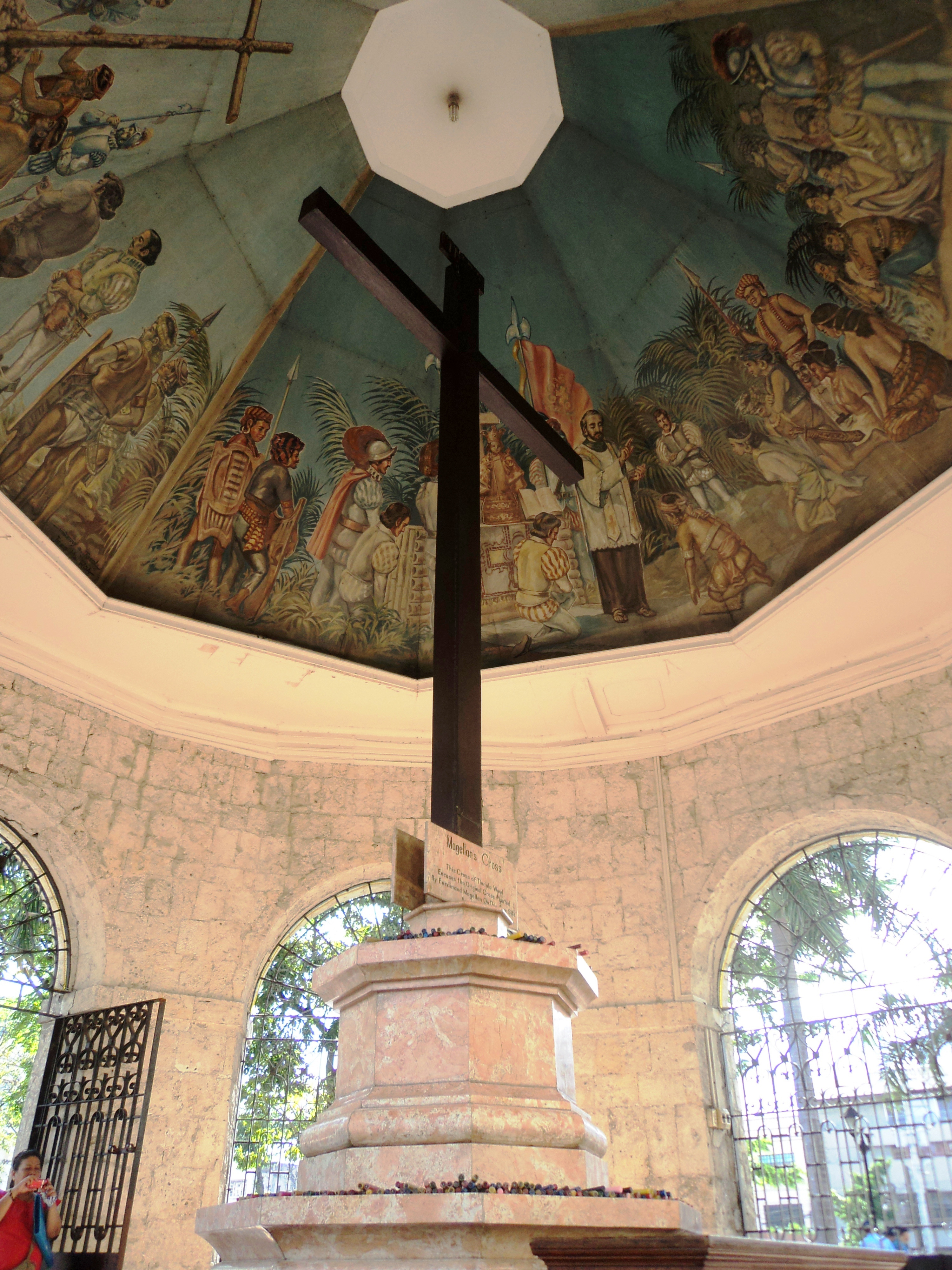
Cruz de Fernão de Magalhães na Plaza Sugbo, 2012

| Sugbo, harang kapupud-an sa habagatan, Kinapusurang lalawigan sa kabisay-an Sa kaalam adunahan Sa among gugma ug dungog kanunay'ng halaran. Sugbo, unang binunyagan sa Kristohanong tinuho-an Gipanalipdan kanunay ni Señor Santo Niño, Makasaysayanon, maabi-abihon, madanihon Ug angay ka gayud nga ipasigarbo. Sugbo, pinangga sa klima ug panahon, Kalinaw, kauswagan — palungtaron, palambuon Bisan asa modangat sa among pagpaningkamot Ikaw amo kanunay nga handumon, Ikaw amo kanunay nga handumon! O Sugbo! | Cebu, arquipélago rainha do Sul, Província mais central das Vissaias Rica em sabedoria Sempre o altar de nosso amor e honra. Cebu, a primeira batizada na fé cristã Sempre protegida pelo Senhor Santo Niño, Histórica, acolhedora, encantadora E você merece ser orgulhoso. Cebu, abençoada do clima e do tempo Paz, progresso — conservar, desenvolver Onde quer que nossos esforços nos levem Você será sempre lembrada, Você será sempre lembrada! Ó Cebu! |